# Aeropuerto Internacional de Miami
El Aeropuerto Internacional de Miami (del inglés: Miami International Airport), (IATA: MIA, OACI: KMIA, FAA LID: MIA) también conocido como MIA e históricamente Wilcox Field, es el aeropuerto principal que sirve al Área metropolitana del Sur de la Florida, Estados Unidos. El aeropuerto está en un área no incorporada en el Condado de Miami-Dade, Florida a 13 km (8 millas) al noroeste del Centro de Miami, entre las ciudades de Miami, Hialeah, Doral, Miami Springs, el pueblo de Virginia Gardens y el barrio no incorporado de Fountainebleau. Es el principal aeropuerto del sur de Florida para vuelos internacionales de larga distancia. Miami International es también uno de los ocho aeropuertos de los Estados Unidos que puede acomodar el superjumbo Airbus A380.
El aeropuerto es la puerta de enlace principal de América Latina de American Airlines, junto con un centro de conexiones doméstico para su afiliado regional American Eagle; los transportistas de carga UPS Airlines y FedEx Express y la línea aérea chárter Miami Air. Es un aeropuerto foco para Avianca, Frontier Airlines y LATAM, tanto para pasajeros como para operaciones de carga. El aeropuerto internacional de Miami tiene vuelos de pasajeros y de carga a las ciudades a lo largo de las Américas, Europa y Asia Occidental, así como vuelos de carga a Asia Oriental.
El Aeropuerto Internacional de Miami es la puerta de enlace más grande entre los Estados Unidos y América Latina, y es uno de los centros aéreos más grandes de los Estados Unidos, debido a su proximidad a atracciones turísticas, crecimiento económico local, poblaciones y ubicación estratégica para manejar el tráfico de conexión entre América del Norte, América Latina y Europa. En el pasado, ha sido un centro para las líneas aéreas internacionales de Braniff International, Eastern Airlines, Air Florida, la original National Airlines, la original Pan Am, United Airlines, Iberia y Fine Air.
En 2011, el aeropuerto ocupó el primer lugar en los Estados Unidos por el porcentaje de vuelos internacionales y el segundo por el volumen de pasajeros internacionales, detrás de solamente de Nueva York-JFK. En 2013, 40,563,071 pasajeros viajaron a través del aeropuerto, haciéndolo el 23.er aeropuerto más ocupado del mundo por tráfico de pasajeros. El aeropuerto también se clasifica como el 10.º aeropuerto más ocupado en los Estados Unidos por número anual de pasajeros y es el aeropuerto más ocupado en el estado de Florida. El aeropuerto también manejó más carga internacional que cualquier otro aeropuerto en Estados Unidos.

## Historia
El aeropuerto fue abierto en 1928 por Pan American Airways Corporation como su base de operaciones, hasta que fue abandonado en gran parte, siendo recuperado por Eastern Airlines y National Airlines en los 30.
En años posteriores, el aeropuerto creció en importancia debido al surgimiento de Miami como destino turístico, y la evolución de la ciudad como destino de inmigración de un gran número de latinoamericanos, así como su condición de vínculo comercial entre los Estados Unidos y América Latina. En 2017 las operaciones del aeropuerto fueron suspendidas por el huracán Irma.

## Operaciones
En el año que terminó el 30 de abril de 2009 el aeropuerto tuvo 358,705 operaciones de aviones, promedio 982 por día: el 82% fueron aeronaves comerciales, el 12% taxis aéreos, el 5% aviación general y <1% militar. El presupuesto para las operaciones fue de $600 millones en 2009.
American Airlines es la aerolínea que más cubre vuelos internacionales desde el MIA con aproximadamente poco más de 65 vuelos diarios. Seguidamente la aerolínea Avianca es la segunda aerolínea líder en destinos internacionales desde el MIA, pues opera diariamente alrededor de 16 vuelos.
En cuanto destinos nacionales, American Airlines con su filial American Eagle son los operadores más importantes de la terminal nacional, con 55 destinos. Frontier Airlines es la segunda aerolínea líder en destinos nacionales desde el MIA, con 14 destinos

### Instalaciones y aeronaves
El Aeropuerto Internacional de Miami cubre  1,335 hectáreas (3,300 acres) y tiene cuatro Pistas de aterrizaje:
- 8L/26R: 8,600 x 150 pies (2,621 x 46 m)
- 8R/26L: 10,506 x 200 pies (3,202 x 61 m)
- 9/27: 13,016 x 150 pies (3,967 x 46 m)
- 12/30: 9,355 x 150 pies (2,851 x 46 m)

28 aeronaves están basadas en este aeropuerto: 46% multi-motor y 54% de jet.
MIA tiene una serie de instalaciones de carga aérea. El mayor complejo de carga se encuentra en el lado oeste del aeropuerto, dentro del triángulo formado por las pistas 12/30 y 9/27. Los transportistas de carga, tales como LATAM Cargo, Atlas Air, Southern Air, Amerijet International y DHL operan desde esta área. La mayor instalación de propiedad privada es el complejo de Centurion Air Cargo en la esquina noreste del aeropuerto, con más de 51,000 m² de espacio de almacén. FedEx y UPS operan sus propias instalaciones en la esquina noroeste del aeropuerto, cerca de la calle 36. Además de su gran terminal de pasajeros en la Sala D, American Airlines opera una base de mantenimiento al este de la Sala D, centrada alrededor de un hangar semicircular usado originalmente por Pan Am, que puede acomodar tres aviones de fuselaje ancho.
La protección contra incendios en el aeropuerto es provisto por la Estación 12 del Departamento de Bomberos y Rescate de Miami-Dade.

## Terminales y salas

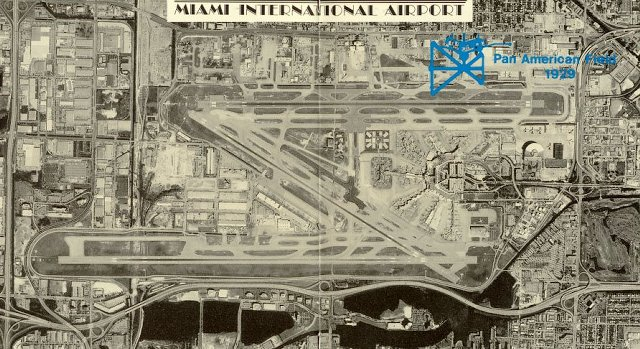
Una imagen de satélite del Aeropuerto Internacional de Miami superpuesta sobre el antiguo aeródromo de la calle 36.

La terminal principal en MIA se remonta a 1959, con varias adiciones nuevas. De forma semicircular, la terminal tiene un vestíbulo lineal (Sala D) y cinco salas en forma de muelle, rotulados en sentido contrario a las agujas del reloj de E a J (la Sala A es ahora parte de la Sala D, las Salas B y C fueron demolidos para que las puertas de la Sala D pudieran ser agregadas en su lugar, y nombrar una Sala I se saltó para evitar la confusión con el número 1). Desde la apertura de la terminal hasta mediados de la década de 1970, las salas fueron numerados en sentido horario de 1 a 6.
El nivel 1 de la terminal contiene las bandas de reclamo de equipaje y acceso al transporte terrestre. El nivel 2 contiene los mostradores de documentación, tiendas y restaurantes y acceso a las salas. El aeropuerto cuenta actualmente con dos instalaciones de inmigración y aduanas (FIS), ubicadas en la Sala D, nivel 3 y en la Sala J, nivel 3. El FIS de la Sala J puede ser utilizado por los vuelos que lleguen a todas las puertas del Concourse E ya todas las puertas de los Concours D Y algunas puertas en el Concourse F. El Concourse J FIS puede ser utilizado por los vuelos que llegan a todas las puertas en la Sala J y la mayoría de las puertas en la Sala H. Sin embargo, todas las puertas en la Sala G y algunas puertas en las Salas F y H, no tienen las instalaciones para que los pasajeros lleguen a algún FIS, y por lo tanto se pueden utilizar solamente para las llegadas domésticas. MIA es único entre los aeropuertos americanos en que todas sus instalaciones son de uso común, lo que significa que son asignados por el aeropuerto y ninguna compañía aérea posee la propiedad o arrendamientos en cualquier espacio terminal o puertas, dando así al aeropuerto mucha más flexibilidad en terminal y que le permita aprovechar al máximo las instalaciones existentes. Todo el aeropuerto se convirtió en uso común en los años noventa.
El MIA Mover gratuito conecta el aeropuerto con el Centro Intermodal de Miami, donde se ha trasladado la instalación de alquiler de coches y la terminal de autobuses. El MIC también alberga la estación de Metro de Miami y la terminal del Tri-Rail.
El aeropuerto cuenta con tres estacionamientos: un estacionamientos de dos niveles de corta duración directamente enfrente de la Sala E y dos estacionamientos de siete pisos (norte y sur) dentro de la curvatura de la terminal y conectados a la terminal a través de pasarelas sobre el Nivel 3. A finales de los 90, el Dolphin Garage fue ampliado para servir mejor la entonces nueva Sala A; Se espera que el Flamingo Garage se expanda de manera similar en el futuro cercano para servir a la nueva Sala J. Los dos garajes de estacionamiento están conectados en sus extremos del oeste; en la parte superior de esta conexión están las oficinas de SIDA y la oficina del aeropuerto de ID. La instalación de terminal único se divide en tres secciones conocidas como la Terminal Norte, la Terminal Central y la Terminal Sur.

### Terminal Norte (Azul)
La Terminal Norte fue anteriormente el sitio de las Salas A, B, C y D, cada una de ellos separadas. La Sala D fue una de las salas originales del aeropuerto de 1959, abriéndose como Sala 5. Después de modificaciones similares a la de la antigua Sala C a mediados de los años sesenta, se extendió en 1984 y la parte original fue reconstruida completamente entre 1986 y 1989 y conectada a la sala de migración y aduanas de la Sala E, lo que le permite manejar llegadas internacionales. El FIS de la Sala D actualmente proporciona servicios de migración y aduanas en lugar del ahora cerrado FIS de la Sala E. Junto con las ex salas B y C, la sala una vez albergó la base de operaciones Eastern Air Lines. Otra afiliada de la corporación aérea de Texas se unió al lado oriental durante la década de 1980; Continental Airlines usó puertas en el lado oeste de la explanada durante la década de 1980.
La construcción de la Terminal Norte combinó los cuatro muelles en una única explanada lineal designada Sala D. Esta configuración fue adoptada para aumentar el número de aeronaves que pueden llegar y salir simultáneamente desde la terminal, permitiendo que cada puerta maneje aproximadamente el doble de operaciones por día. El proceso de construcción se inició con la ampliación de las salas A y D originales a finales de los años noventa. A mediados del decenio de 2000, se cerraron las compuertas del lado este de la Sala D para dar paso a la construcción de nuevas compuertas como parte del proyecto de desarrollo de la Terminal Norte. En 2004, se abrió una nueva extensión hacia el oeste, compuesta por las puertas D39 a D51. La Sala B fue demolida en 2005; en el verano de 2009, las puertas D21 a D25 entraron en servicio donde se encontraba la Sala B. La Sala C fue demolida en 2009. La Sala A fue cerrada en noviembre de 2007 y reabierta en julio de 2010 como una extensión oriental de 14 puertas de la Sala D. En agosto de 2010, una nueva extensión para los vuelos de American Eagle se abrió, designado como Puerta D60.
El Transporte hectométrico automatizado Skytrain, construido por Parsons Corporation y Odebrecht con trenes de Sumitomo Corporation y Mitsubishi Heavy Industries, fue abierto al público el 15 de septiembre de 2010. El Skytrain transporta pasajeros domésticos entre cuatro estaciones dentro de la Sala D, ubicado en las puertas D17, D24, D29 y D46; también conecta a los pasajeros internacionales que llegan que aún no han pasado las aduanas fronterizas de la Sala D.
La construcción de la Terminal Norte comenzó en 1998 y estaba programada para concluir en 2005, pero se retrasó varias veces debido a los excesos de costos. El proyecto fue administrado por American Airlines hasta que el departamento de aviación del condado de Miami-Dade asumió el control en 2005. Con la apertura de secciones de la terminal en fases, un mayoría significativa de la estructura ya se ha completado y abierto para el uso de la línea aérea. El proyecto fue diseñado por Corgan Associates, Anthony C Baker Architects and Planners, Perez & Perez y Leo A Daly. El proyecto está avanzando rápidamente con una nueva instalación internacional de llegadas que se inauguró en agosto de 2012. Se completó sustancialmente el 31 de enero de 2013. Las puertas D-26, D-27 y D-28, inauguradas en agosto de 2013. El sistema de transferencia de equipaje internacional a local, que fue el último componente del proyecto, se completó en febrero de 2014.

#### Sala D

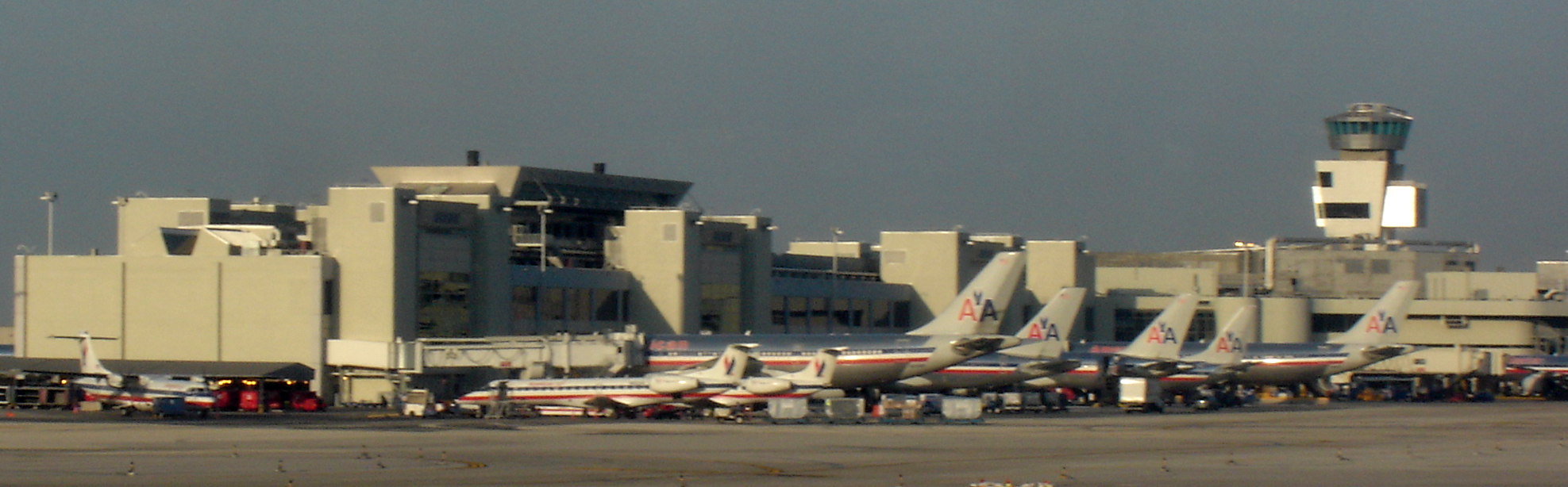
Aviones de American Airlines en la Sala D.

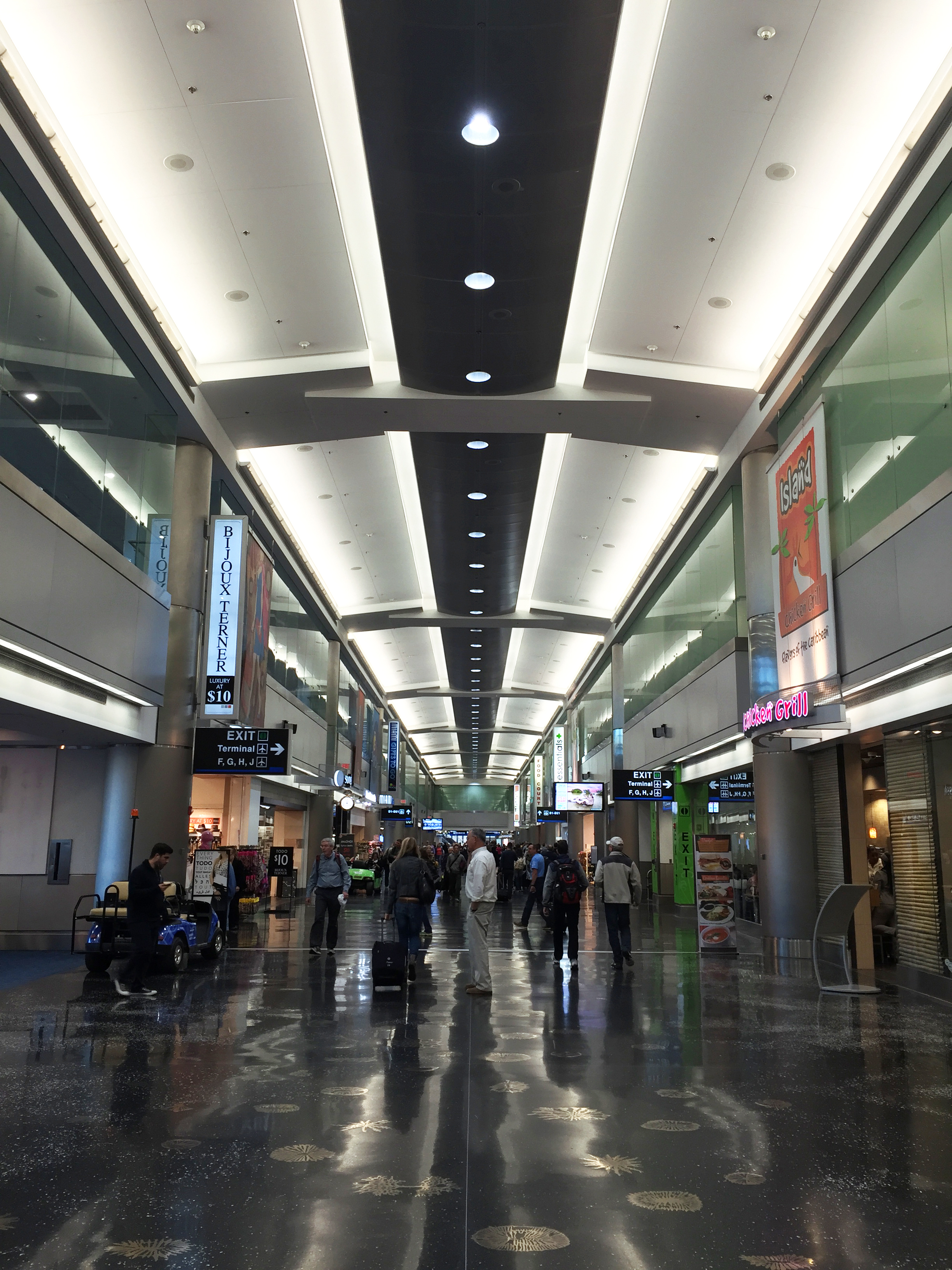
Vista interior de la Sala D.

La Sala D es la única sala localizada dentro de la Terminal Norte. La terminal norte es una sala linear de 330,000 m² (3,600,000 pies cuadrados)  de 1.9 km (1.2 millas) de largo con una capacidad de 30 millones de pasajeros anualmente. La Sala D tiene una estación de autobuses y 45 puertas: D1-D12, D14-D17, D19-D25, D29-D33 D37-D40, D42-D51, D53, D55, D60. American opera dos Admirals Clubs dentro de la sala ; uno situado cerca de la puerta D30, y otro cerca de la puerta D15. American Eagle usa las puertas D53, D55 y D60.

### Terminal Central (Amarilla)
El Terminal Central consta de tres salas, etiquetadas E, F y G, con un total combinado de 52 puertas.
El Departamento de Aviación de Miami-Dade espera reconstruir la terminal central después de la terminación de la terminal norte, y tiene la intención de buscar ofertas para el primer trimestre de 2011. Al finalizar el proyecto de la Terminal Norte y la reapertura, la Terminal Central será utilizada para albergar líneas aéreas no afiliadas a ninguna de las "tres grandes" alianzas de aerolíneas, así como a las aerolíneas de bajo costo que el aeropuerto espera atraer.

#### Sala E
La Sala E cuenta con dos estaciones de autobuses y 18 puertas: E2, E4-E11, E20-E25, E30, E31, E33.
La Sala E también se remonta a la apertura de 1959 de la terminal, y originalmente fue conocida como Sala 4. Desde el principio, fue la única sala internacional del aeropuerto, que contiene sus propias instalaciones de inmigración y aduanas. A mediados de los años sesenta, fue objeto de renovaciones similares a las otras salas originales del aeropuerto, pero no recibió su primera adición importante hasta la apertura de la Terminal Internacional Satélite en 1976. Con las puertas E20-E35 (comúnmente conocido como "High E"), la satélite agregó 12 puertas internacionales capaces de manejar el avión jet más grande, así como un salón internacional en tránsito para los pasajeros internacionales llegando a conectarse a otros vuelos internacionales. La Sala y su satélite fueron ligados brevemente por los autobuses hasta que el primer Transporte hectométrico automatizado del aeropuerto (Adtranz C-100) se abrió en 1980. Al mismo tiempo las instalaciones de migración y aduanas de la Sala E fueron radicalmente remodeladas y ampliadas. Durante la década de 1980 la parte original de la Sala E ("Low E") fue reconstruida para que coincida con la satélite.
Desde entonces, ambas partes de la sala han visto pocos cambios. La puerta E3 fue cerrada en los años 90 para acomodar un conector entre la Salas D y E. A mediados de los años 2000 (década), los puestos de control Low E y High E se expandieron y fusionaron en uno, conectando ambas partes sin requerir a los pasajeros pasar de nuevo por seguridad. Al mismo tiempo, las puertas E32, E34 y E35 se cerraron para dar paso a una segunda calle de rodaje paralela entre la extensión de las Salas D y E. La Sala E también contiene las instalaciones de migración y aduanas de la Terminal Central (actualmente cerradas).
La Sala E sirve a las aerolíneas de Oneworld Air Berlin, British Airways, Finnair, Iberia y Qatar Airlines, junto con algunos vuelos de American Airlines. La sala contiene un salón premium para pasajeros internacionales que vuelan en primera clase y de negocios, así como miembros de élite OneWorld Emerald y Sapphire. El 25 de octubre de 2015, British Airways se convirtió en el tercer operador en MIA para operar el Airbus A380, después de Lufthansa y Air France. El vuelo a Londres-Heathrow aborda en las puertas E6/E8.
El hotel de siete pisos del Aeropuerto Internacional de Miami y muchas oficinas ejecutivas del Departamento de Aviación de Miami-Dade se encuentran en la Sala E de la terminal. El nivel 1 alberga dos bandas nacionales de equipaje. El nivel 2 se utiliza para la documentación de varios transportistas norteamericanos. La Sala E, junto con la Sala F, fue una vez la base de operaciones para Pan Am y muchos de los transportistas internacionales de MIA.

#### Sala F
La Sala F tiene una estación de autobuses y 19 puertas: F3-F12, F14-F23.
La Sala F se remonta a 1959 y fue conocido originalmente como Sala 3. Como Salas D y E, recibió renovaciones a mediados de los años 1960 y fue reconstruida en gran parte de 1986 a 1988. Las puertas en el extremo lejano del muelle fueron demolidas y reemplazadas por nuevas puertas de fuselaje ancho F10 a F23, todas ellas capaces de recibir llegadas internacionales. Los salones de salida de las puertas F3, F5, F7 y F9 también fueron reconstruidos, y estos también se convirtieron en puertas internacionales. En la actualidad, la sala conserva una sensación de 1980, y es parte de la zona de la Terminal Central.
El lado sur de la explanada fue utilizado por Northeast Airlines hasta su fusión de 1972 con Delta Air Lines. Del mismo modo, National Airlines voló desde el lado norte de la Sala F hasta su fusión de 1980 con Pan Am, que siguió utilizando la sala hasta su cierre en 1991. Cuando United Airlines adquirió las operaciones latinoamericanas de Pan Am, la línea aérea continuó funcionando como ciudad foco fuera de la Sala F hasta el desmantelamiento en 2004. De 1993 a 2004, la Sala F también fue utilizada por Iberia para su operación de la ciudad foco de Miami, que unió las capitales centroamericanas a Madrid usando MIA como el punto de conexión.
El nivel 1 de la porción de la Sala F de la terminal se utiliza para las bandas de reclamo de equipaje y mostradores de cruceros. El nivel 2 contiene las instalaciones de documentación para las líneas aéreas europeas. La Sala F es inusual, ya que el puesto de control de seguridad de la TSA se encuentra en el Nivel 3. Los pasajeros deben ascender al puesto de control, pasar a través de la seguridad y descender al Nivel 2 para abordar sus vuelos.

#### Sala G

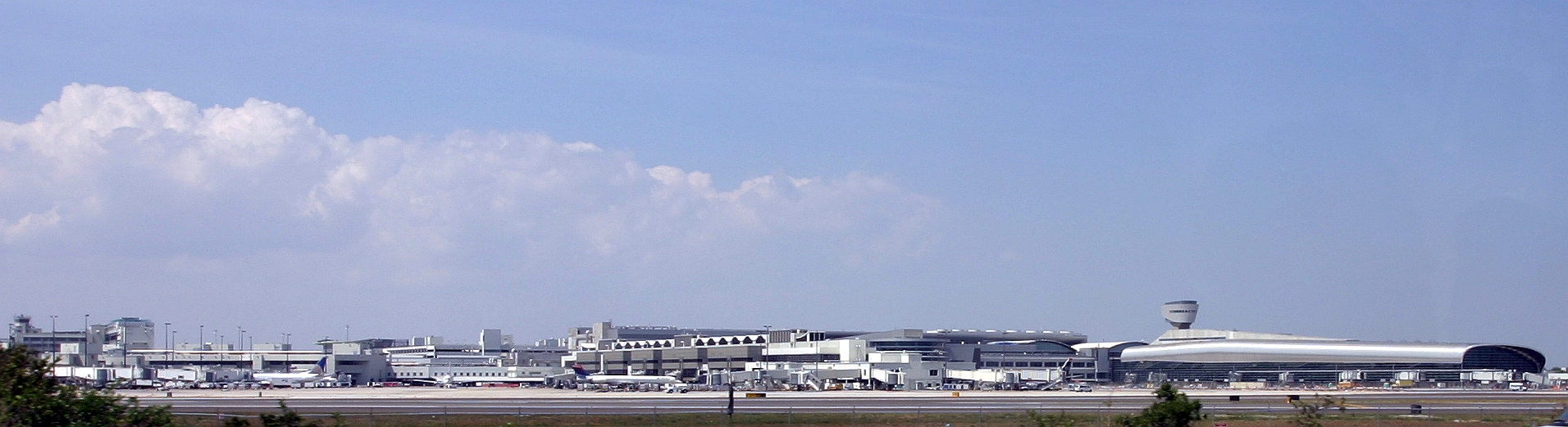
Una vista panorámica de las Salas G y H, así como de la nueva Sala J, del sur.

La Sala G tiene una estación de autobuses y 15 puertas: G2-G12, G14-G16, G19.
La Sala G es la única de las salas originales de 1959 que ha permanecido en su estado original, salvo las modificaciones que el resto del aeropuerto recibió a mediados de la década de 1960 y una extensión a principios de los años setenta. Es la única sala en el aeropuerto que no es capaz de manejar llegadas internacionales, aunque se utiliza con frecuencia para salidas de chárteres internacionales.

### Terminal Sur (Roja)

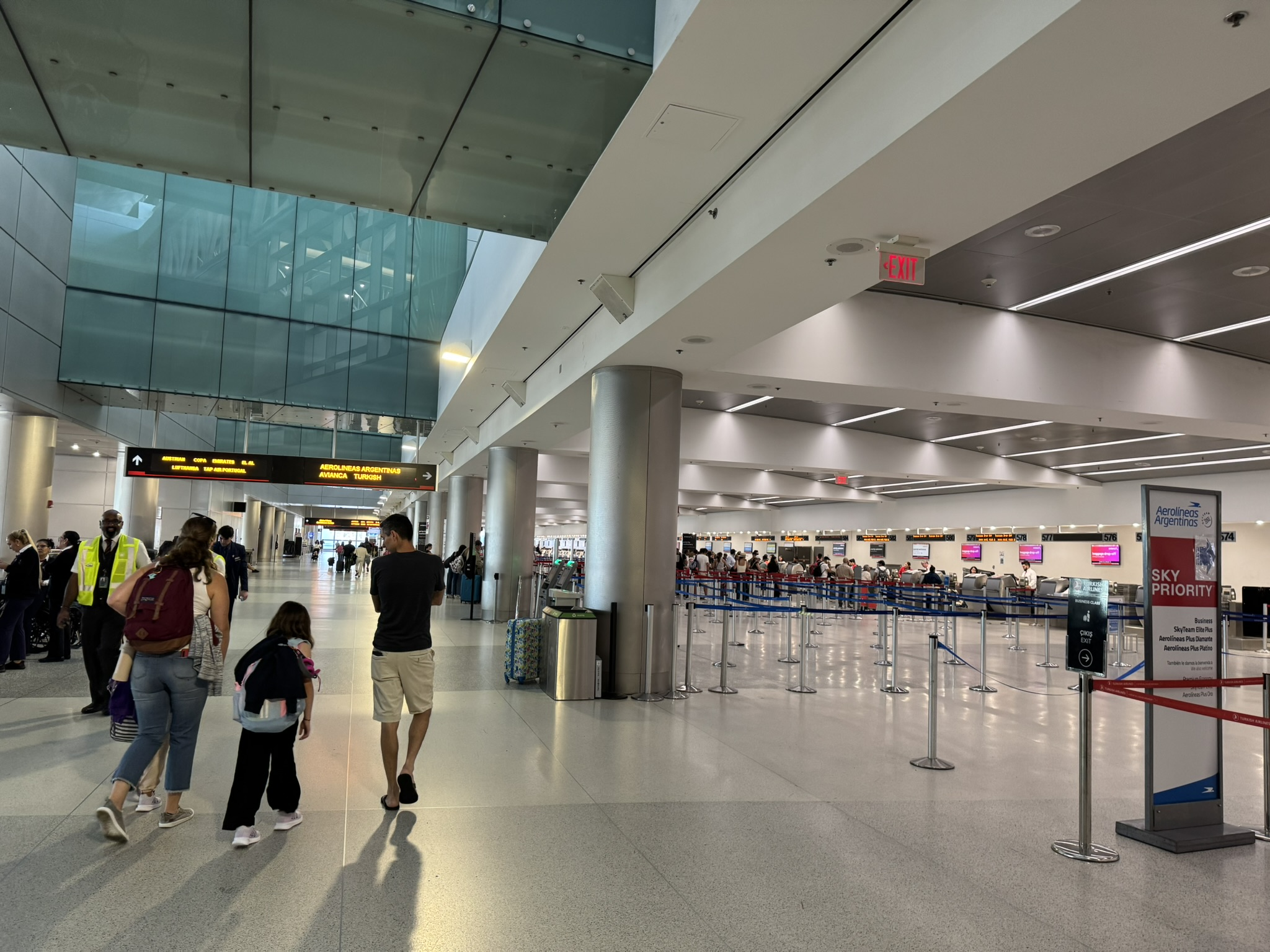
Mostradores de documentación de la Terminal Sur del aeropuerto.

La terminal sur consiste en dos salas, H y J, con un total combinado de 28 puertas.
El edificio de la Terminal Sur y la Sala J se inauguraron el 29 de agosto de 2007. La nueva adición tiene siete pisos y cuenta con 15 puertas con capacidad internacional y una superficie total de 120,000 m² (1.3 millones de pies cuadrados), incluyendo dos salones vip y varias oficinas. La Sala H es utilizada por Delta Air Lines y sus socios en la alianza SkyTeam, mientras que la Sala J sirve a United Airlines y sus socios de Star Alliance.

#### Sala H

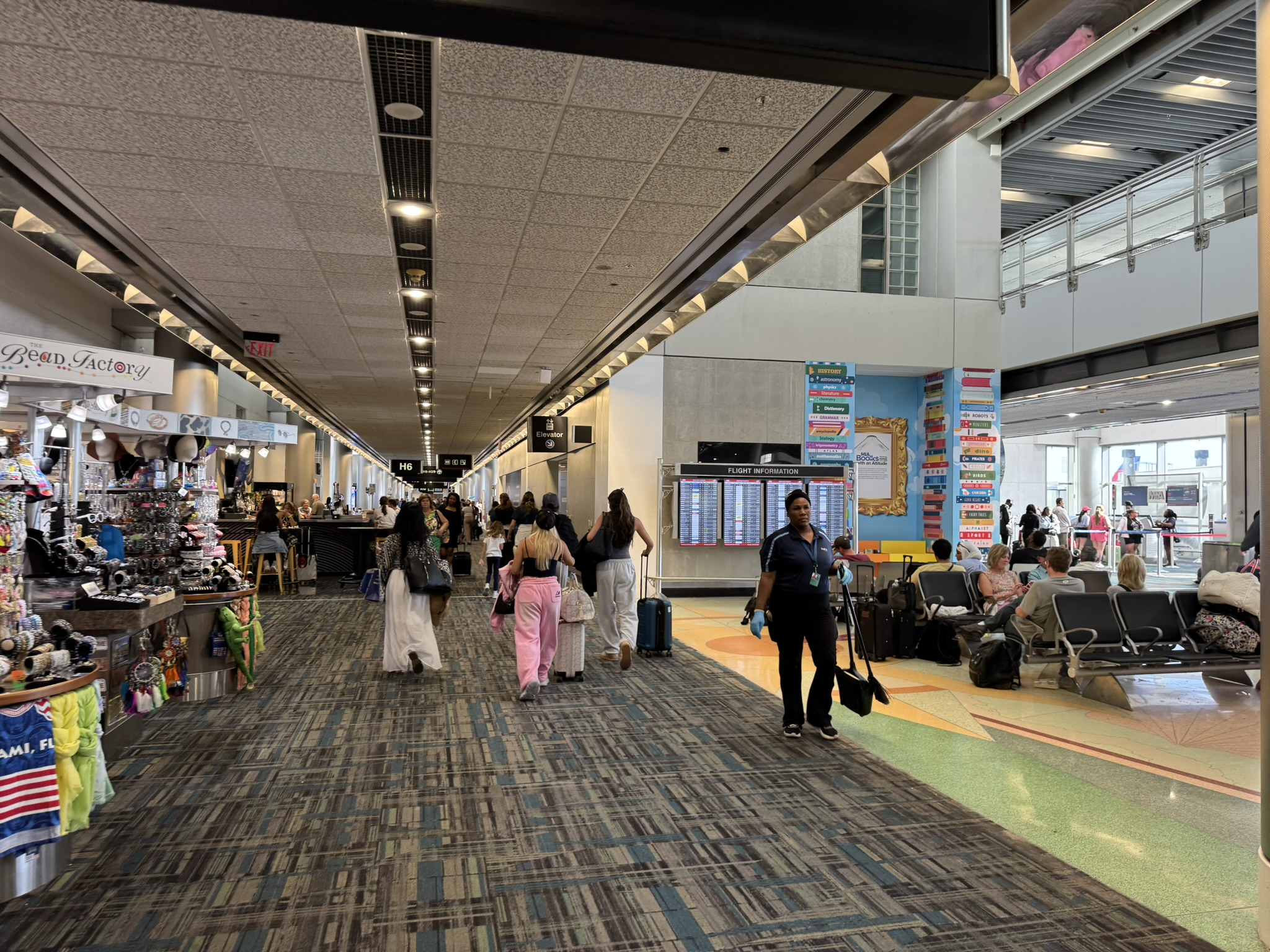
Sala H del aeropuerto.

La Sala H tiene una estación de autobuses y 13 puertas: H3-H12, H14, H15, H17.
La Sala H fue la primera extensión de la Terminal de la Calle 20, originalmente construida en 1961 como la Sala 1 de Delta Air Lines, que permanece en el vestíbulo hasta el día de hoy. Esta sala tenía un tercer piso, cuyo único propósito era acelerar el acceso a las puertas de la "casa de huéspedes" en el extremo opuesto. A finales de la década de 1970, se construyó una terminal satélite para viajeros al este de la explanada. Conocida como "Puerta H2", que cuenta con siete plazas de estacionamiento (numerado H2a a H2g) diseñada para manejar los aviones más pequeños. La sala fue renovada dramáticamente de 1994 a 1998, para emparejar el estilo de la entonces nueva Sala A. Las calzadas móviles fueron agregadas al tercer piso, la estación de autobuses H1 y las puertas H3-H11 fueron reconstruidas por completo, y al satélite H2 le fueron instalados pasarelas de acceso a aeronaves. Debido a las dificultades financieras, las puertas H12-H20 de la zona principal fueron dejadas en su estado original.
Con la construcción de la extensión de la Sala J en la década de 2000, el satélite H2 fue destruido. En 2007, con la apertura de las instalaciones de migración y aduanas de la Terminal Sur, se cerró el tercer piso de la Sala H y se convirtió en una zona de "circulación estéril" para los pasajeros internacionales que llegaban. Las puertas H4, H6, H8 y H10 se hicieron capaces de manejar llegadas internacionales, y actualmente sirven a Aeroméxico, Air France, Alitalia, KLM y Swiss. Simultáneamente, se cerraron las puertas H16, H17, H18 y H20 para permitir la construcción de una segunda calle de rodaje paralela que conduce a la nueva Sala J.
Existen planes para convertir las puertas H11 y H15 en otras puertas con capacidad internacional, pero la Sala aún no requiere su uso. En cambio, el aeropuerto se está concentrando en terminar los componentes finales del proyecto de la Terminal Norte.
La Sala H sirvió históricamente como base de operaciones para la ciudad foco de Piedmont y las operaciones de cercanías de US Airways Express. La Sala H continúa sirviendo al inquilino original Delta Air Lines, que usa todas las puertas en el lado oeste del muelle y generalmente 2 en el lado este más 1 para la llegada del vuelo de La Habana.

#### Sala J

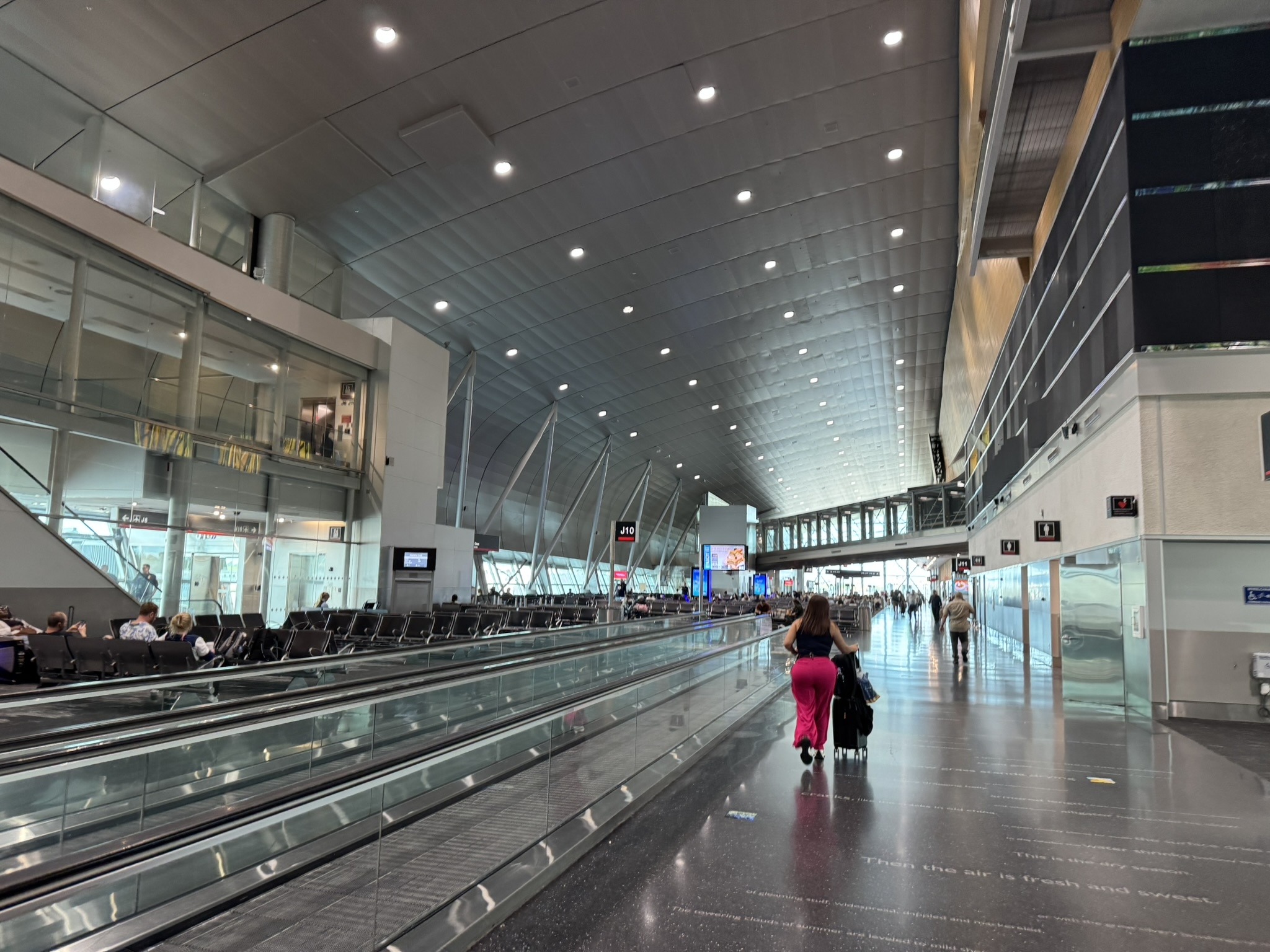
Sala J del aeropuerto.

La Sala J tiene una estación de autobuses y 15 puertas: J2-J5, J7-J12, J14-J18.

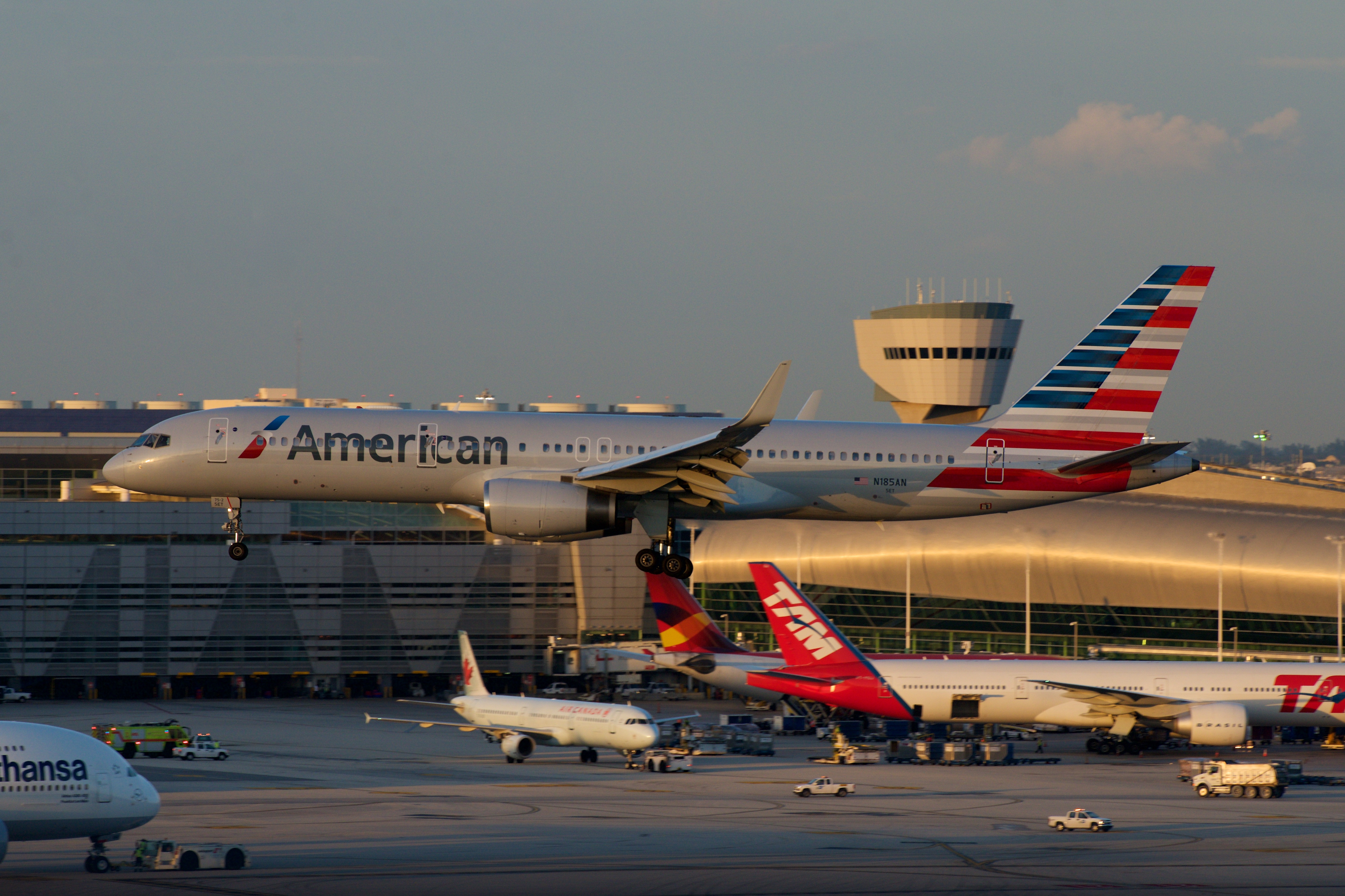
Un Boeing 757-200 de American Airlines aterrizando en MIA, en el fondo la Sala Internacional J.

La Sala J es la sala más nueva, que abrió sus puertas el 29 de agosto de 2007. Parte del proyecto del aeropuerto de la terminal sur, La Sala fue diseñada por Carlos Zapata y MGE, una de las mayores empresas de arquitectura de propiedad hispana en la Florida. La Sala cuenta con 15 puertas con capacidad internacional, así como la única puerta del aeropuerto capaz de manejar el Airbus A380 que tiene 3 pasarelas de acceso a aeronaves. La Sala añadió un tercer pasillo de llegadas internacional al aeropuerto, suplementando los existentes en la Sala B (ahora cerrada) y la E mientras alivia perceptiblemente la superpoblación en estas dos instalaciones.
En las etapas iniciales de su desarrollo, la Terminal Sur (Salas H y J) fue planeada para servir a United Airlines y sus socios de Star Alliance. La Sala H serviría a las aerolíneas asociadas de United, mientras que La Sala J sería la nueva sede del centro de operaciones de United en Latinoamérica. Cuando United desmanteló su centro de MIA en 2004, La Sala H fue diseñada para servir a Delta Air Lines y sus socios en la alianza SkyTeam, mientras que La Sala J serviría a las operaciones restantes de United, así como a sus compañías asociadas. Una vez completada la Terminal Norte, las aerolíneas miembro de Oneworld se alojarán en la Sala D (Terminal Norte), con miembros de SkyTeam y Star Alliance en las Salas H y J (Terminal Sur).

### Antiguas salas

#### Sala A
En el momento de su cierre, la Sala A tenía una estación de autobuses y 16 puertas: A3, A5, A7, A10, A12, A14, A16-A26.
La Sala A es una reciente adición al aeropuerto, que se abre en dos fases entre 1995 y 1998. La sala es ahora parte de la Terminal Norte. Entre 1995 y 2007, la sala abarcó muchos de los vuelos nacionales e internacionales de American Airlines, así como los de muchas aerolíneas europeas y latinoamericanas.
El 9 de noviembre de 2007, la Sala A fue cerrada como parte del Proyecto de Desarrollo de la Terminal Norte. Se había cerrado con el fin de acelerar la finalización del proyecto de Terminal Norte, así como facilitar la adición del Transporte hectométrico que ahora abarca toda la longitud de la Terminal Norte. La infraestructura de la Sala A se reabrió el 20 de julio de 2010 como una extensión de la Sala D.

#### Sala B

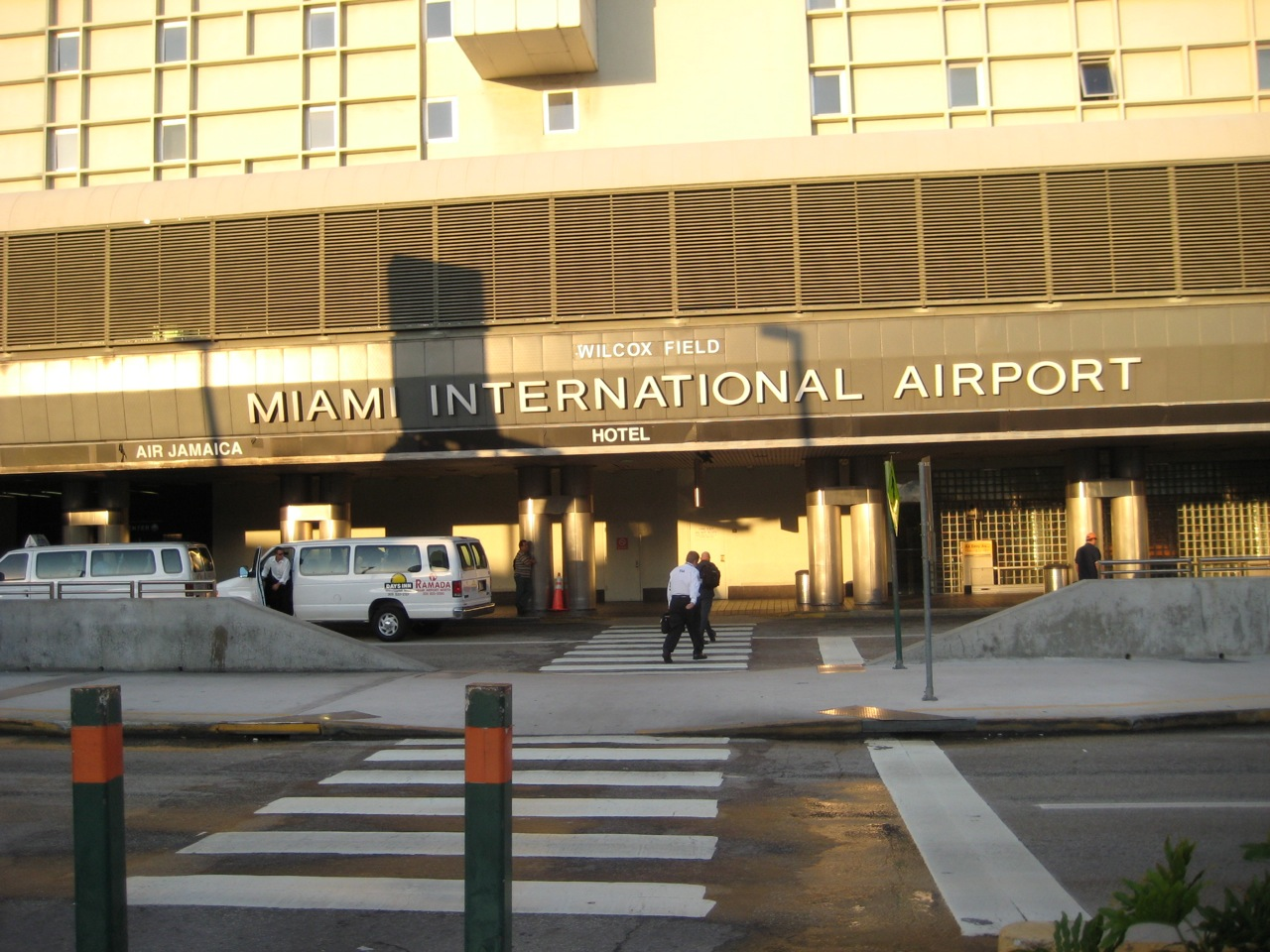
Vista del aeropuerto.

En su apogeo, la Sala B tenía una estación de autobuses y 12 puertas: B1, B2-B12, B15.
La Sala B fue construida en 1975 para Eastern Air Lines como parte de la ambiciosa iniciativa del aeropuerto "Program 70's", y abrió por primera vez en 1983. Durante la década de 1980, la actual sala fue reconstruida y ampliada, y una nueva sala de migración y aduanas fue construida en la sección de la Sala B de la terminal, permitiendo que el vestíbulo procese llegadas internacionales. Junto con la Sala C y la mayor parte de la Sala D, sirvió como base histórica de operaciones de Eastern Air Lines.
Después del cierre de Eastern en 1991, fue utilizada por una variedad de aerolíneas europeas y latinoamericanas; en la década del 2000, American Airlines era su único inquilino. La Sala se cerró en 2004 y se derribó al año siguiente como parte del proyecto de desarrollo de la Terminal Norte. La sala de migración y aduanas permaneció abierta hasta 2007, fecha en que se cerró junto con la Sala A.

#### Sala C
En el momento de su cierre, la Sala C tenía 3 puertas: C5, C7, C9.
La Sala C abrió como Sala 6 en 1959, sirviendo a Eastern Air Lines. A mediados de la década de 1960, la Sala C recibió una extensión de su segundo piso y fue equipada con aire acondicionado. Desde entonces, no recibió ninguna modificación o renovación importante del interior. Tras la renumeración de puertas y vestíbulos en la década de 1970, la Sala C tenía las puertas C1 a C10. La apertura de una sala internacional de llegadas en la Sala B durante la década de 1980 vio la puerta C1 recibir la capacidad de procesar llegadas internacionales.
Tras la desaparición de Eastern Air Lines en 1991, la sala fue utilizada por una variedad de transportistas africanos y latinoamericanos. Muchos de los vuelos de estas aerolíneas llegarían a la Sala B y luego serían remolcados a la Sala C para la salida. A finales de la década, la construcción de la instalación de clasificación de equipaje de los Estados Unidos entre las Salas C y D vio el cierre de todas las puertas en el lado oeste de la explanada, con la Puerta C1 siguiendo poco después. A partir de la década del 2000, la sala contó en apenas cuatro puertas domésticas, cada una de los cuales eran capaces de acomodar los aviones de reacción pequeños a medianos desde el Boeing 737 hasta el Airbus A300, y American era su único inquilino.
Como parte del Proyecto de Desarrollo de la Terminal Norte, la Sala C cerró el 1 de septiembre de 2009 y fue demolida. La demolición de la Sala C permitió la construcción de nuevas puertas donde estaba la Sala

### Desarrollo futuro
"El aeropuerto se ha embarcado en una renovación de tres años, 651 millones de dólares, que dicen que es necesario para mantenerse al ritmo de un crecimiento inesperadamente alto. Sin embargo, ese trabajo podría deshacerse rápidamente, ya que el aeropuerto tiene planes a largo plazo para demoler y reemplazar a la Terminal Central , a partir de 2025."

## Aerolíneas y destinos

### Pasajeros
| Aerolíneas                    | Destinos |
| ----------------------------- | --- |
| Aer Lingus                    | Estacional: Dublín |
| Aerolíneas Argentinas         | Buenos Aires–Ezeiza |
| Aeroméxico                    | Cancún, Ciudad de México Estacional: Guadalajara, Monterrey |
| Air Canada                    | Toronto–Pearson, Vancouver |
| Air Canada Rouge              | Montreal–Trudeau, Toronto–Pearson |
| Air Europa                    | Madrid |
| Air France                    | París–Charles de Gaulle, Pointe-à-Pitre |
| Alaska Airlines               | Seattle/Tacoma Estacional: Portland (OR) |
| American Airlines             | Antigua, Aruba, Atlanta, Austin, Baltimore, Barbados, Barcelona, Barranquilla, Bermudas, Bogotá, Bonaire, Boston, Buenos Aires-Ezeiza, Cali, Camagüey, Cancún, Cartagena, Charleston (SC), Charlotte, Chicago–O'Hare, Ciudad de Belice, Ciudad de Guatemala, Ciudad de México, Ciudad de Panamá–Tocumen, Cleveland,Cozumel, Curazao, Dallas/Fort Worth, Denver, Detroit, Filadelfia, Fort-de-France, Georgetown–Cheddi Jagan, Gran Caimán, Granada, Guayaquil, Hartford, Holguín, Houston–Intercontinental, Indianápolis, Jacksonville (FL), Kansas City, Kingston–Norman Manley, Knoxville, La Habana, La Romana, Las Vegas, Liberia (CR), Lima, Londres–Heathrow, Los Ángeles, Louisville, Madrid, Managua, Medellín–JMC, Memphis, Mérida, Milán–Malpensa (reinicia el 29 de marzo de 2026), Mineápolis/St. Paul, Montego Bay, Montreal–Trudeau, Nashville, Nasáu, Newark, Norfolk, Nueva Orleans, Nueva York–JFK, Nueva York–LaGuardia, Orange County, Orlando, Phoenix–Sky Harbor, Pittsburgh, Providenciales, Puerto España, Puerto Príncipe, Puerto Plata, Punta Cana, Quito, Raleigh/Durham, Richmond, Río de Janeiro–Galeão, Roatán, San Antonio, San Cristóbal y Nieves, San Diego, San Francisco, San José (CR), San Juan, San Martín, San Pedro Sula, San Salvador, San Vicente—Argyle, Santa Clara, Santa Cruz, Santa Lucía–Hewanorra, Santiago de Chile, Santiago de Cuba, Santiago de los Caballeros, Santo Domingo–Las Américas, Santo Tomás, São Paulo–Guarulhos, Seattle/Tacoma, Tampa, Tegucigalpa/Comayagua, Toronto–Pearson, Tulum, Varadero, Washington–National Estacional: Asheville, Birmingham (AL), Eagle/Vail, Montevideo, Omaha, París–Charles de Gaulle, Portland (OR), Roma-Fiumicino, Sacramento, Salt Lake City, Savannah |
| American Eagle                | Anguila, Asheville, Birmingham (AL), Caicos del Sur, Cayo Hueso, Cincinnati, Columbus–Glenn, Destin/Fort Walton Beach (inicia el 19 de diciembre de 2025), Dominica–Douglas-Charles, Eleuthera Norte, Fayetteville/Bentonville, Freeport, Gainesville, George Town, Governor’s Harbour, Greensboro, Greenville/Spartanburg, Jacksonville (FL), Knoxville, Marsh Harbour, Monterrey, Nashville, Nasáu, Ocho Ríos, Oklahoma City, Pensacola, Pointe-à-Pitre, Sarasota (reinicia el 2 de noviembre de 2025), Savannah, Tallahassee, Tampa, Tórtola, Tulsa, Wilmington (NC) Estacional: Albany, Baltimore, Búfalo, Cedar Rapids/Iowa City, Charleston (SC), Chattanooga, Cleveland, Columbia (SC), Des Moines, Grand Rapids, Houston–Intercontinental, Huntsville, Indianápolis, Kansas City, Lexington, Little Rock, Madison, Milwaukee, Nueva Orleans, Norfolk, Omaha, Raleigh/Durham, Rochester (NY), San Antonio, San Luis, Siracusa, Springfield/Branson, White Plains, Wichita |
| Arajet                        | Punta Cana, Santo Domingo–Las Américas |
| Avelo Airlines                | Estacional: Wilmington (NC) |
| Avianca                       | Barranquilla, Bogotá, Medellín–JMC Estacional: Cali, Cartagena |
| Avianca Costa Rica            | Ciudad de Guatemala, San José (CR) |
| Avianca Ecuador               | Guayaquil (inicia el 26 de octubre de 2025) |
| Avianca El Salvador           | Managua, San Salvador |
| Bahamasair                    | Nasáu, San Salvador (Bahamas) |
| Boliviana de Aviación         | Santa Cruz de la Sierra–Viru Viru |
| British Airways               | Londres–Heathrow |
| Caribbean Airlines            | Puerto España |
| Cayman Airways                | Caimán Brac, Gran Caimán |
| Condor                        | Fráncfort |
| Copa Airlines                 | Ciudad de Panamá–Tocumen |
| Delta Air Lines               | Atlanta, Boston, Detroit, La Habana, Los Ángeles, Mineápolis/St. Paul, Nueva York–JFK, Nueva York–LaGuardia, Raleigh/Durham, Salt Lake City, Seattle/Tacoma, Washington–National |
| Delta Connection              | Estacional: Orlando (finaliza el 25 de octubre de 2025) |
| El Al                         | Tel Aviv |
| Emirates                      | Bogotá, Dubái–International |
| Finnair                       | Estacional: Helsinki |
| French Bee                    | París–Orly |
| Frontier Airlines             | Aguadilla, Atlanta, Austin, Baltimore, Boston, Charlotte, Chicago–Midway, Cincinnati, Ciudad de Guatemala, Dallas/Fort Worth, Denver, Filadelfia, Hartford, Houston–Intercontinental, Nueva York–JFK, Nueva York–LaGuardia, Raleigh/Durham, San Juan, Washington–Dulles Estacional: Cleveland, Punta Cana |
| Gol Airlines                  | Belém, Brasilia, Fortaleza Seasonal: Manaos |
| Havana Air                    | Holguín, La Habana, Santa Clara |
| Iberia                        | Madrid |
| Icelandair                    | Estacional: Reikiavik–Keflavík (inicia el 26 de octubre de 2025) |
| ITA Airways                   | Roma-Fiumicino |
| JetBlue Airways               | Boston (finaliza el 2 de septiemrbe de 2025) |
| KLM                           | Estacional: Ámsterdam |
| LATAM Brasil                  | São Paulo–Guarulhos Estacional: Fortaleza |
| LATAM Chile                   | Bogotá, Buenos Aires–Ezeiza (inicia el 1 de diciembre de 2025), Punta Cana, Santiago de Chile |
| LATAM Colombia                | Bogotá |
| LATAM Ecuador                 | Quito |
| LATAM Perú                    | Lima |
| Level                         | Barcelona |
| LOT Polish Airlines           | Varsovia–Chopin |
| Lufthansa                     | Fráncfort Estacional: Múnich |
| Norse Atlantic Airways        | Londres–Gatwick |
| Porter Airlines               | Estacional: Toronto–Pearson |
| Qatar Airways                 | Doha |
| RED Air                       | La Romana |
| Royal Air Maroc               | Casablanca |
| Scandinavian Airlines         | Estacional: Copenhague, Estocolmo-Arlanda |
| Sky Airline Perú              | Lima |
| Sky High                      | Punta Cana, Santiago de los Caballeros, Santo Domingo–Las Américas |
| Southwest Airlines            | Austin, Baltimore, Chicago–Midway, Dallas–Love, Denver, Houston–Hobby, Nashville, Nueva Orleans, Orlando, San Luis Estacional: Columbus–Glenn, Indianápolis, Kansas City, Long Island/Islip, Pittsburgh |
| Spirit Airlines               | Baltimore, Charlotte, Chicago–O’Hare, Dallas/Fort Worth, Filadelfia, Houston–Intercontinental, Las Vegas, Mineápolis/St. Paul, Nashville, Newark, Nueva Orleans, Nueva York–LaGuardia, San Juan Estacional: Atlantic City |
| Sun Country Airlines          | Estacional: Mineápolis–St. Paul |
| Sunrise Airways               | Cabo Haitiano |
| Surinam Airways               | Georgetown–Cheddi Jagan, Paramaribo Estacional: Curazao |
| Swiss International Air Lines | Zúrich |
| TAP Air Portugal              | Lisboa |
| Turkish Airlines              | Estambul |
| United Airlines               | Chicago–O'Hare, Denver, Houston–Intercontinental, Newark, San Francisco, Washington–Dulles |
| Virgin Atlantic Airways       | Londres–Heathrow |
| Viva                          | Ciudad de México–AIFA (inicia el 21 de noviembre de 2025), Mérida, Monterrey |
| Volaris                       | Ciudad de México, Guadalajara |
| Volaris Costa Rica            | San José (CR) |
| Volaris El Salvador           | San José (CR), San Pedro Sula, San Salvador |

### Carga
El aeropuerto es uno de los más grandes en términos de carga en los Estados Unidos, y es el principal punto de conexión de carga entre América Latina y el mundo. Noventa y seis compañías diferentes están involucradas en el movimiento de más de dos millones de toneladas de carga anualmente y de garantizar el viaje seguro de más de 40 millones de pasajeros, de acuerdo con el folleto corporativo del Aeropuerto Internacional de Miami. Fue el primero en carga internacional y tercero en carga total para 2008. En 2000, LAN Cargo abrió una importante base de operaciones en el aeropuerto y actualmente opera una gran instalación de carga en el aeropuerto. La mayoría de las aerolíneas de pasajeros más importantes, como American Airlines, utilizan el aeropuerto para transportar carga en vuelos de pasajeros, aunque la mayoría de las mercancías son transportadas por aerolíneas de carga. UPS Airlines y FedEx Express basan sus principales operaciones en Latinoamérica en MIA.
| Aerolíneas                      | Destinos |
| ------------------------------- | --- |
| 21 Air                          | Bogotá, Ciudad de Panamá–Tocumen |
| ABX Air                         | Bogotá, Cincinnati, Ciudad de Panamá–Tocumen, Georgetown–Cheddi Jagan, Puerto España |
| AerCaribe                       | Bogotá |
| AeroUnion                       | Bogotá, Ciudad de Guatemala, Ciudad de México–AIFA, Medellín–JMC, Mérida, San José (CR) |
| Air ACT                         | Nueva York–JFK |
| Air Canada Cargo                | Atlanta, Bogotá, Lima, Quito, Toronto–Pearson |
| Aloha Air Cargo                 | Barbados, Georgetown–Cheddi Jagan, Lima, Santo Domingo–Las Américas |
| Amazon Air                      | Austin, Baltimore, Chicago/Rockford, Cincinnati, Fort Worth/Alliance, Houston–Intercontinental, Ontario |
| Amerijet International          | Antigua, Aruba, Barbados, Cancún, Ciudad de Belice, Ciudad de México–AIFA, Ciudad de Panamá–Tocumen, El Paso, Georgetown–Cheddi Jagan, Granada, Kingston–Norman Manley, Managua, Medellín–JMC, Ontario, Paramaribo, Puerto España, Puerto Príncipe, San Cristóbal, San Juan, San Martín, San Pedro Sula, San Salvador, San Vicente—Argyle, Santa Lucía-Hewanorra, Santiago de los Caballeros, Santo Domingo–Las Américas, Toledo Estacional: Memphis |
| Atlas Air                       | Ámsterdam, Anchorage, Austin, Baltimore, Bogotá, Buenos Aires–Ezeiza, Campinas, Charleston (SC), Chicago/Rockford, Cincinnati, Ciudad de México–AIFA, Huntsville, Guadalajara, Lieja, Lima, Manaos, Memphis, Nueva York–JFK, Quito, San Juan, Santiago de Chile, São Paulo–Guarulhos, Seúl–Incheon, Zaragoza |
| Avianca Cargo                   | Ámsterdam, Asunción, Barranquilla, Bogotá, Buenos Aires–Ezeiza, Cali, Ciudad de Panamá–Tocumen, Curitiba, Lima, Manaos, Medellín–JMC, Quito, San José (CR), San Salvador, Santo Domingo–Las Américas |
| Cargojet Airways                | Bogotá, Campinas, Cincinnati, Ciudad de Guatemala, Ciudad de Panamá–Tocumen, Hamilton (ON), Lima, San José (CR), San Pedro Sula, Santo Domingo–Las Américas |
| Cargolux                        | Houston–Intercontinental, Luxemburgo, Quito |
| Cathay Pacific Cargo            | Anchorage, Atlanta, Houston–Intercontinental |
| China Airlines Cargo            | Anchorage, Los Ángeles, Seattle/Tacoma, Taipéi–Taoyuan |
| DHL Aviation                    | Anchorage, Atlanta, Bogotá, Bruselas, Buenos Aires–Ezeiza, Campinas, Cincinnati, Ciudad de Guatemala, Ciudad de Panamá–Tocumen, Greensboro, Nashville, Orlando, San José (CR), San Pedro Sula, Santiago de Chile, Seúl–Incheon |
| Emirates SkyCargo               | Dubái–Al Maktoum, Quito |
| Ethiopian Airlines Cargo        | Adís Abeba, Bogotá, Bruselas, Lagos, Lieja, Zaragoza |
| FedEx Express                   | Atlanta, Bogotá, Indianápolis, Los Ángeles, Medellín–JMC, Memphis, Newark, San Juan |
| FedEx Feeder                    | Ciudad de Guatemala, Freeport, Kingston–Norman Manley, Mérida, Nasáu, San Pedro Sula, San Salvador |
| IBC Airways                     | Cabo Haitiano, Freeport, Gran Caimán, Kingston–Norman Manley, La Habana, Montego Bay, Nasáu, Providenciales, Puerto Príncipe, Santiago de los Caballeros, Varadero |
| Kalitta Air                     | Anchorage, Buenos Aires–Ezeiza, Campinas, Cincinnati, Houston–Intercontinental, Manaos |
| KLM Cargo operado por Martinair | Ámsterdam, Bogotá, Campinas, Ciudad de Guatemala, Lima, Santiago de Chile |
| Korean Air Cargo                | Anchorage, Campinas, Lima, Nueva York–JFK, Seúl–Incheon |
| LATAM Cargo Brasil              | Asunción, Belo Horizonte–Confins, Cabo Frío, Campinas, Ciudad de Panamá–Tocumen, Curitiba, Manaos, Porto Alegre, Recife, Río de Janeiro–Galeão, Salvador de Bahía, São José dos Campos, São Paulo-Guarulhos, Vitória |
| LATAM Cargo Chile               | Ámsterdam, Bogotá, Buenos Aires–Ezeiza, Campinas, Ciudad de Guatemala, Ciudad del Este, Lima, Montevideo, Santiago de Chile |
| LATAM Cargo Colombia            | Asunción, Barranquilla, Bogotá, Cali, Campinas, Ciudad de Guatemala, Ciudad de Panamá–Tocumen, Florianópolis, Huntsville, Lima, Manaos, Quito, Santiago de Chile, Zaragoza |
| Mas Air                         | Ciudad de México–AIFA, Ciudad de Panamá–Tocumen, Guadalajara, Los Ángeles |
| National Airlines (N8)          | Anchorage |
| Northern Air Cargo              | Barbados, Georgetown—Cheddi Jagan, Kingston–Norman Manley, Lima, Paramaribo, Puerto España, San Juan |
| Qatar Airways Cargo             | Doha, Lieja, Quito |
| Silk Way West Airlines          | Luxemburgo, Quito |
| Sky High Cargo                  | La Habana |
| Sky Lease Cargo                 | Bogotá, Seattle/Tacoma |
| Transportes Aéreos Bolivianos   | Santa Cruz de la Sierra–Viru Viru |
| Turkish Airlines Cargo          | Bogotá, Estambul, Houston–Intercontinental, Maastricht, Madrid, São Paulo-Guarulhos |
| UPS Airlines                    | Atlanta, Bogotá, Campinas, Cedar Rapids/Iowa City, Chicago–O'Hare, Dallas/Fort Worth, Filadelfia, Fort Lauderdale, Ciudad de Guatemala, Ciudad de Panamá–Tocumen, Guayaquil, Jacksonville (FL), Knoxville, Louisville, Managua, Memphis, Ontario, Orlando, Peoria, Quito, San Antonio, San José (CR), Santo Domingo–Las Américas, Springfield/Branson, West Palm Beach Estacional: Tampa                                                             |
| Western Global Airlines         | Bogotá, Ciudad del Este, Montevideo, Santiago de Chile |
| WestJet Cargo                   | Toronto–Pearson |
| XCargo                          | Kingston–Norman Manley |

Aerolíneas de carga adicionales que operan en Miami
- Aeronaves TSM
- Air Transport International
- Ameristar Jet Charter
- Estafeta Carga Aérea
- IFL Group
- Martinaire
- Polar Air
- Skyway Enterprises

### Destinos nacionales

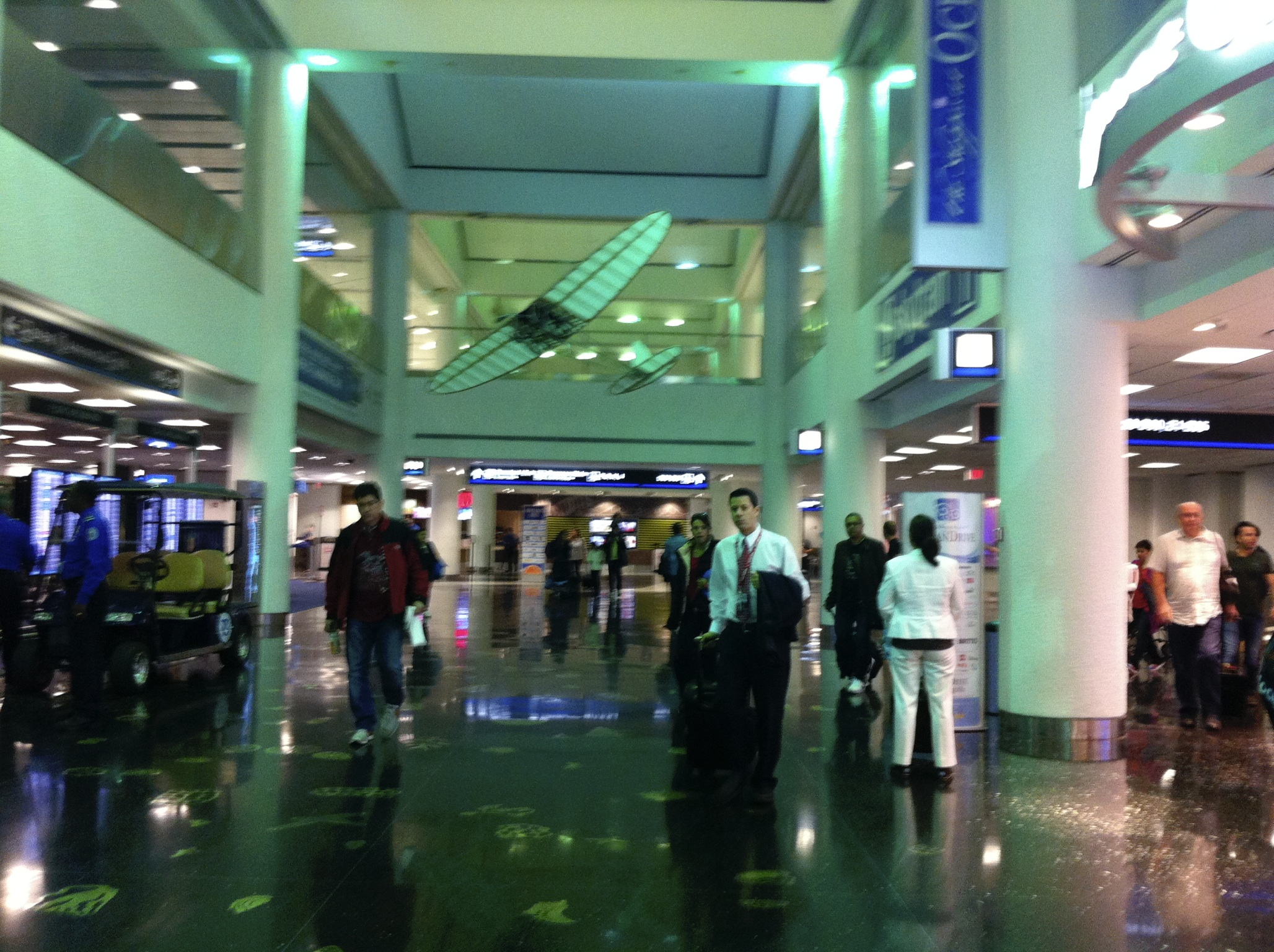
Sala D del aeropuerto.

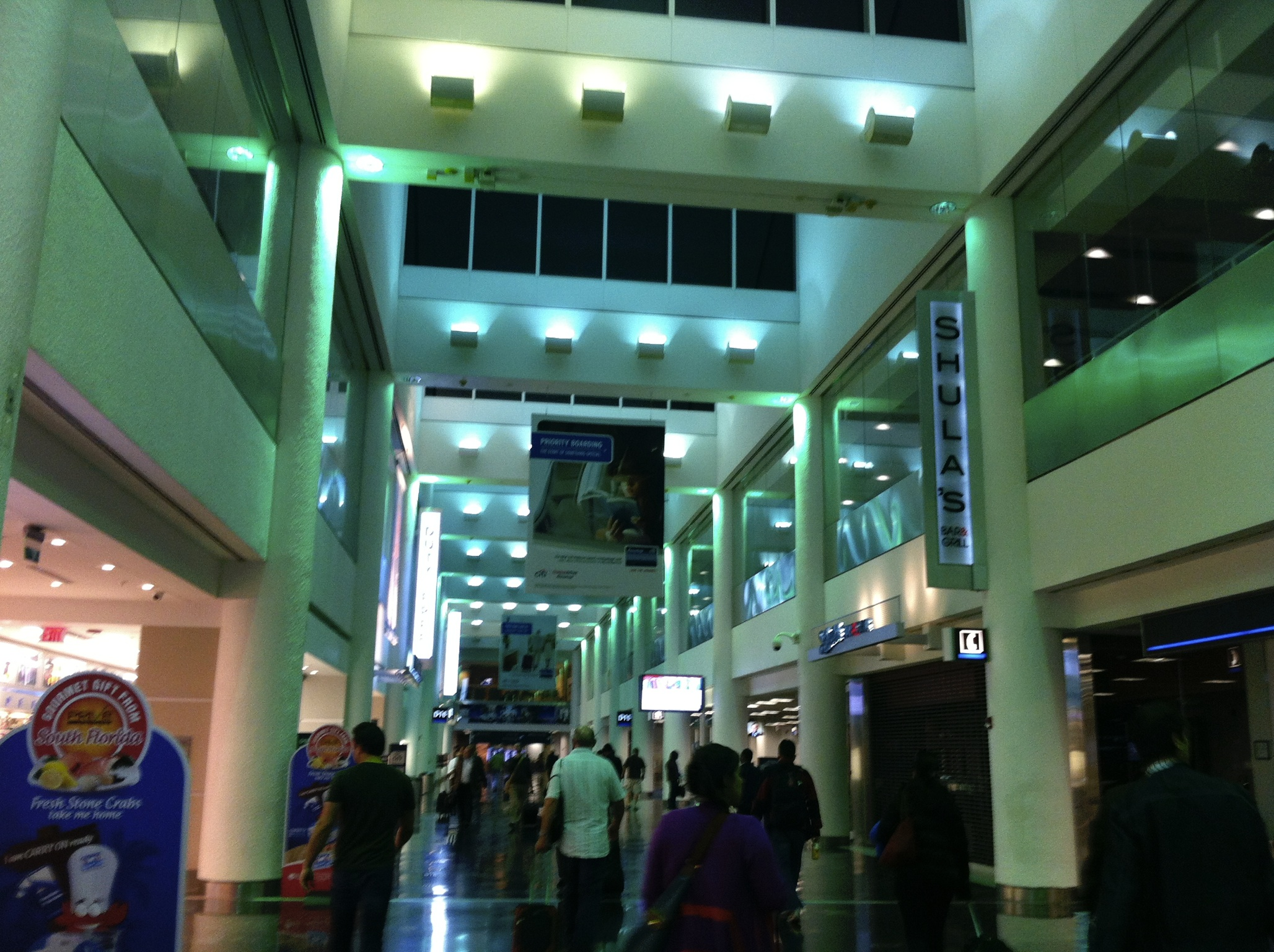
Sala D del aeropuerto.

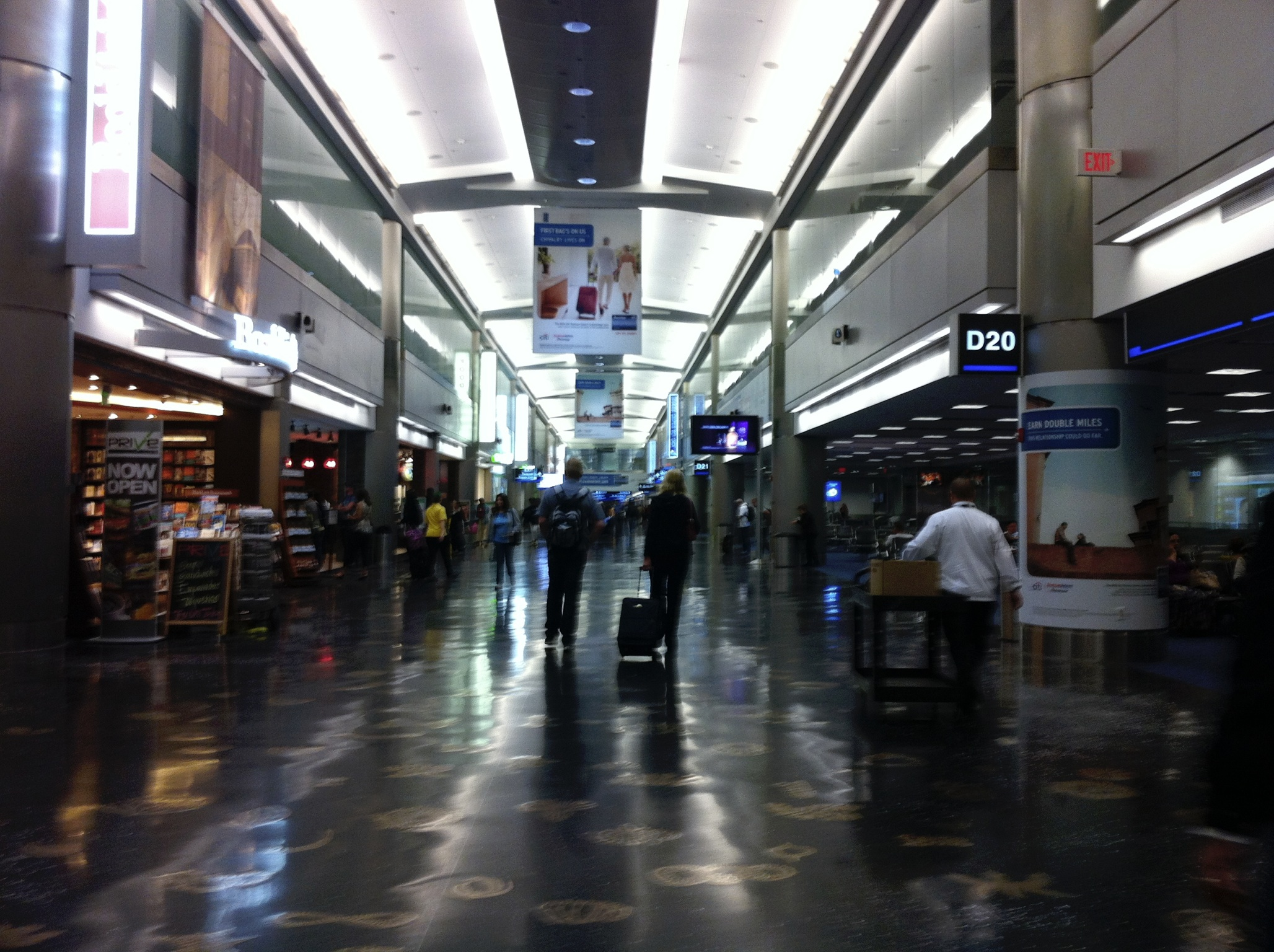
Pasillo del aeropuerto.

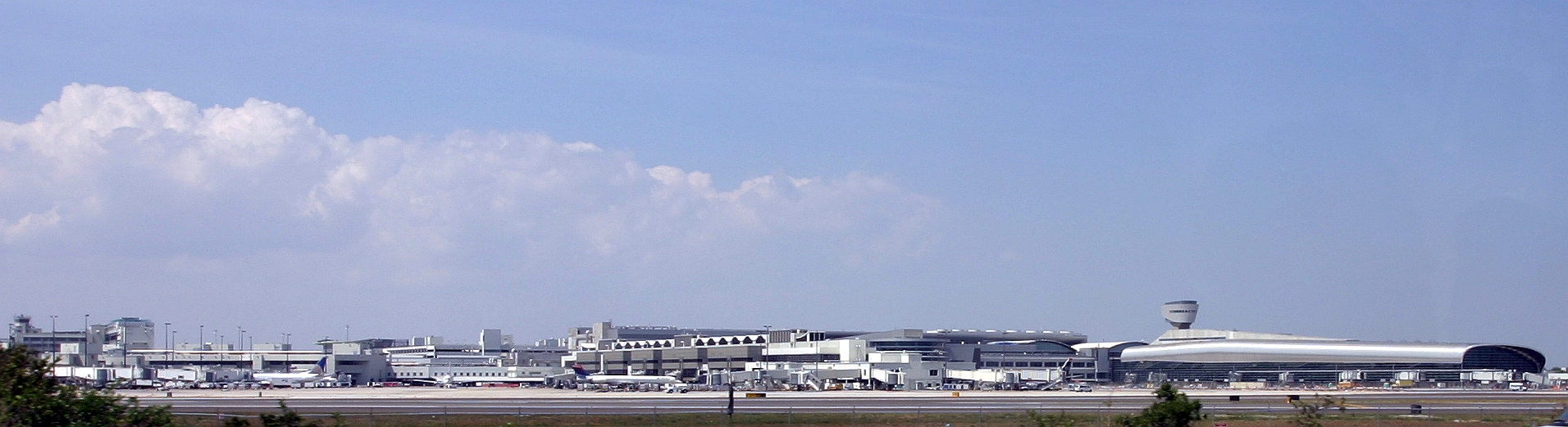
Vista panorámica de las salas G y H, así como de la sala J, desde el sur.

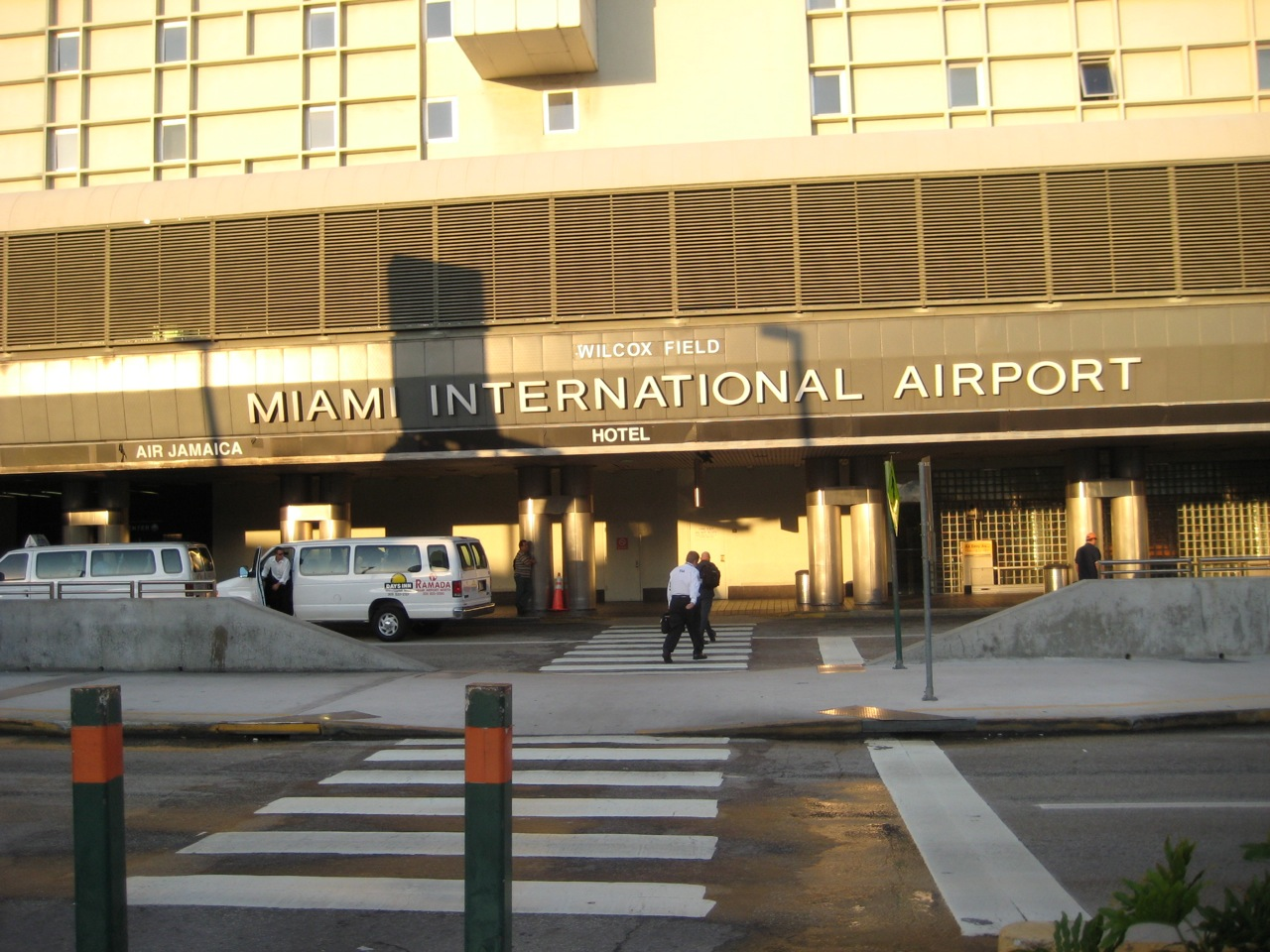
Vista del aeropuerto.

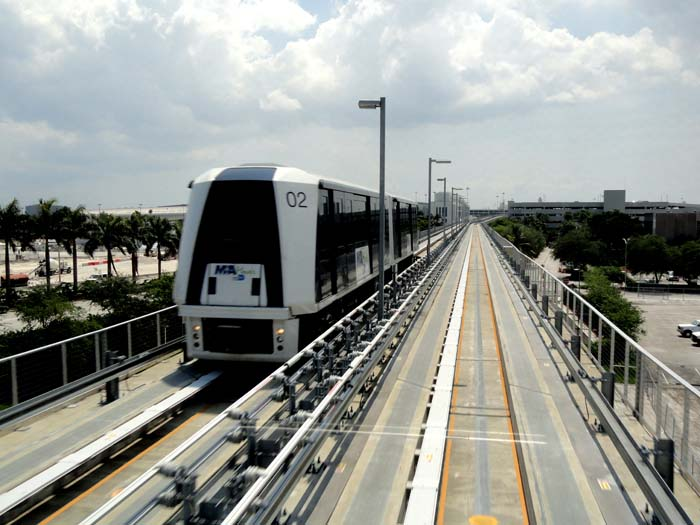
El MIA Mover proporciona transporte gratuito entre las terminales de MIA y el centro de alquiler de autos y Miami Central Station.

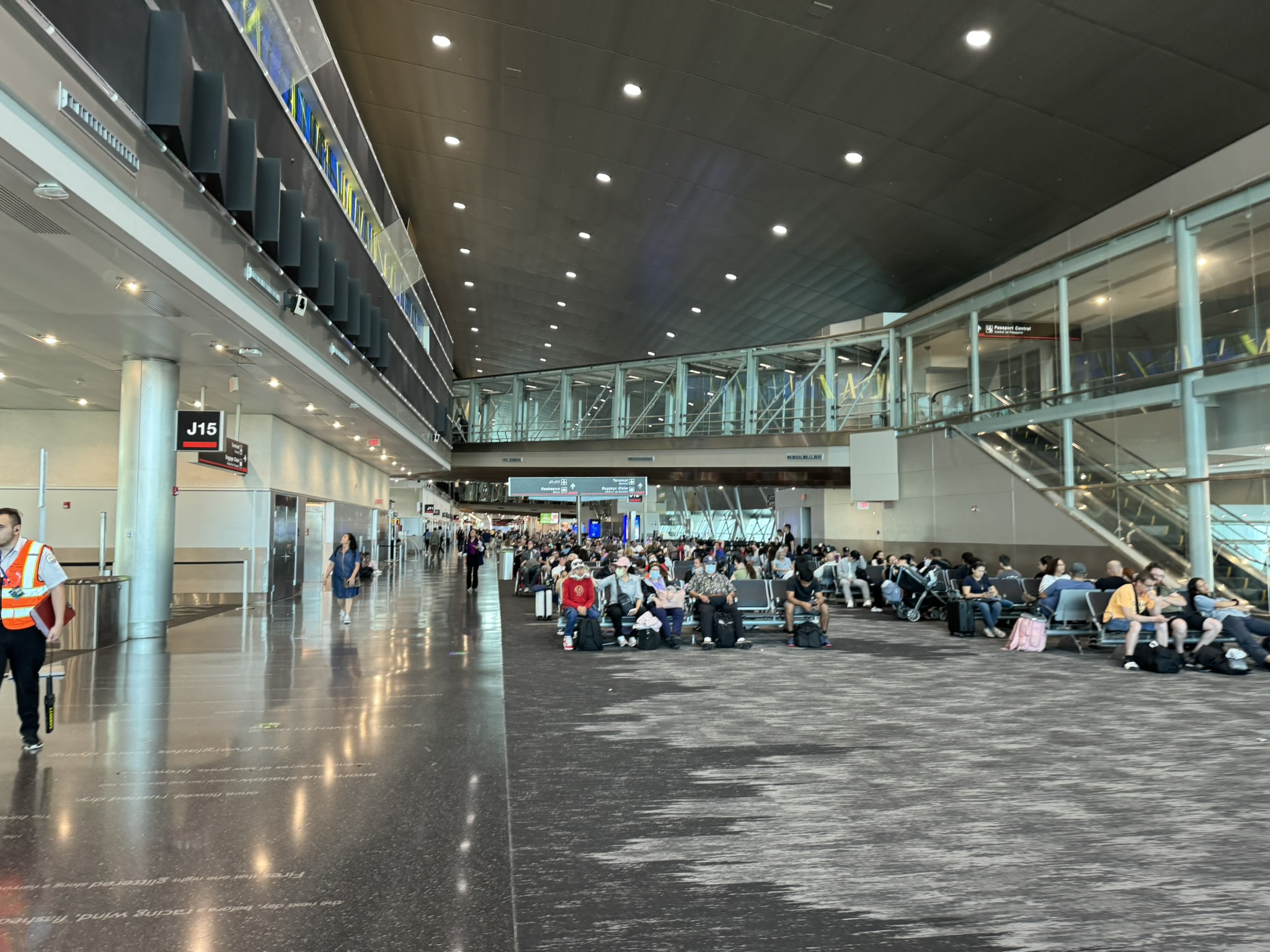
Sala J del aeropuerto.

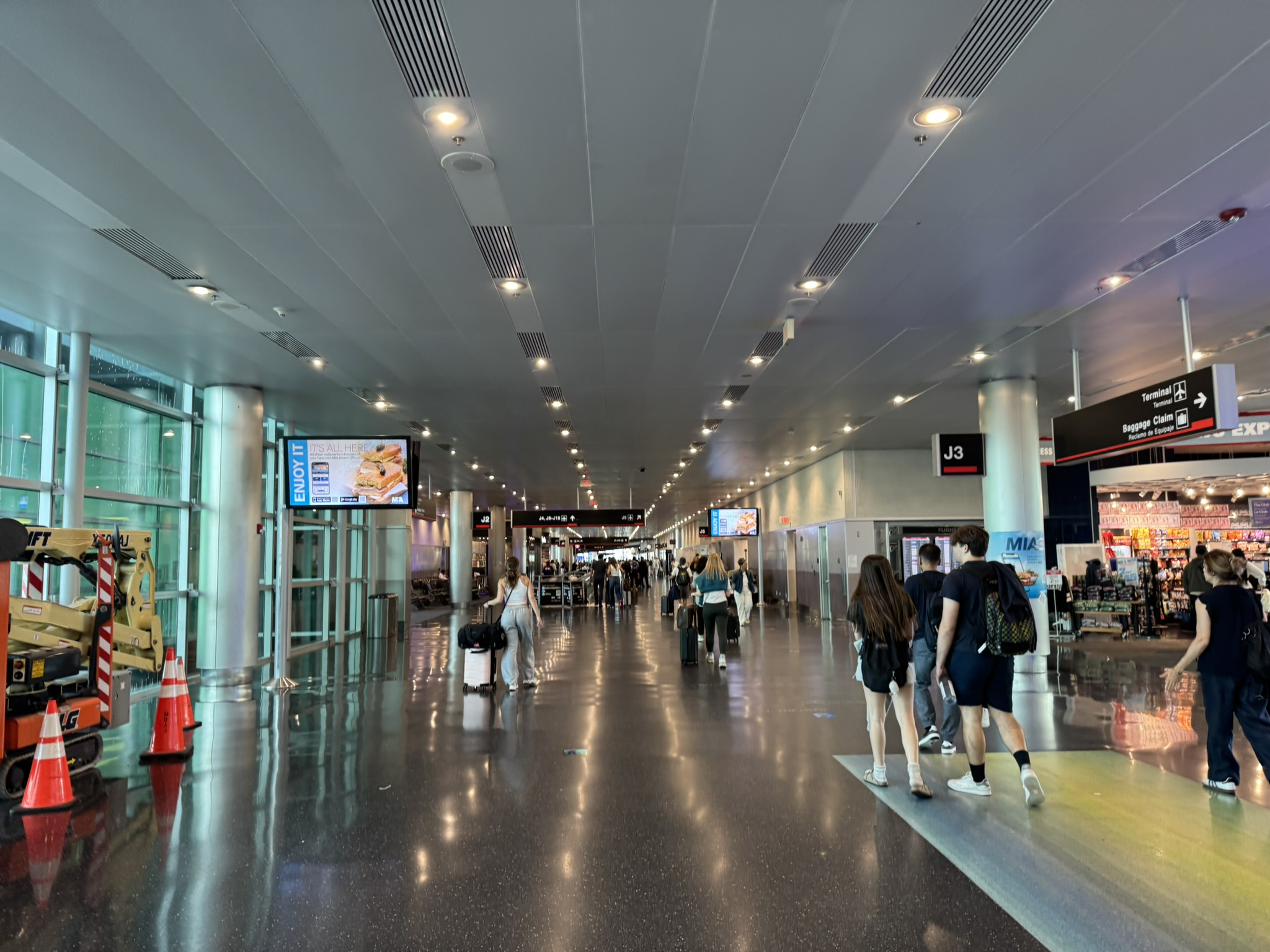
Sala J del aeropuerto.

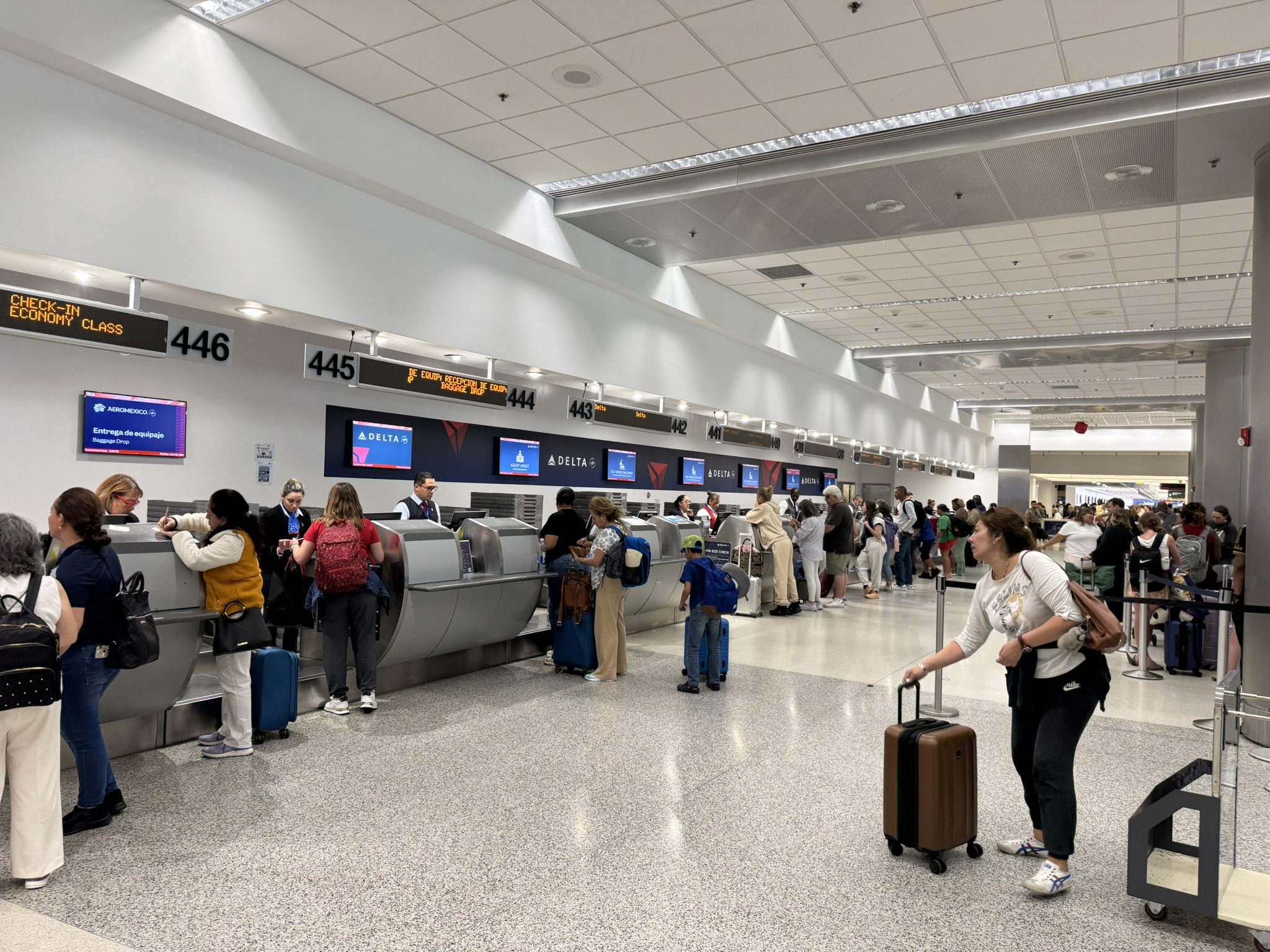
Mostradores de documentación de Terminal Sur del aeropuerto.

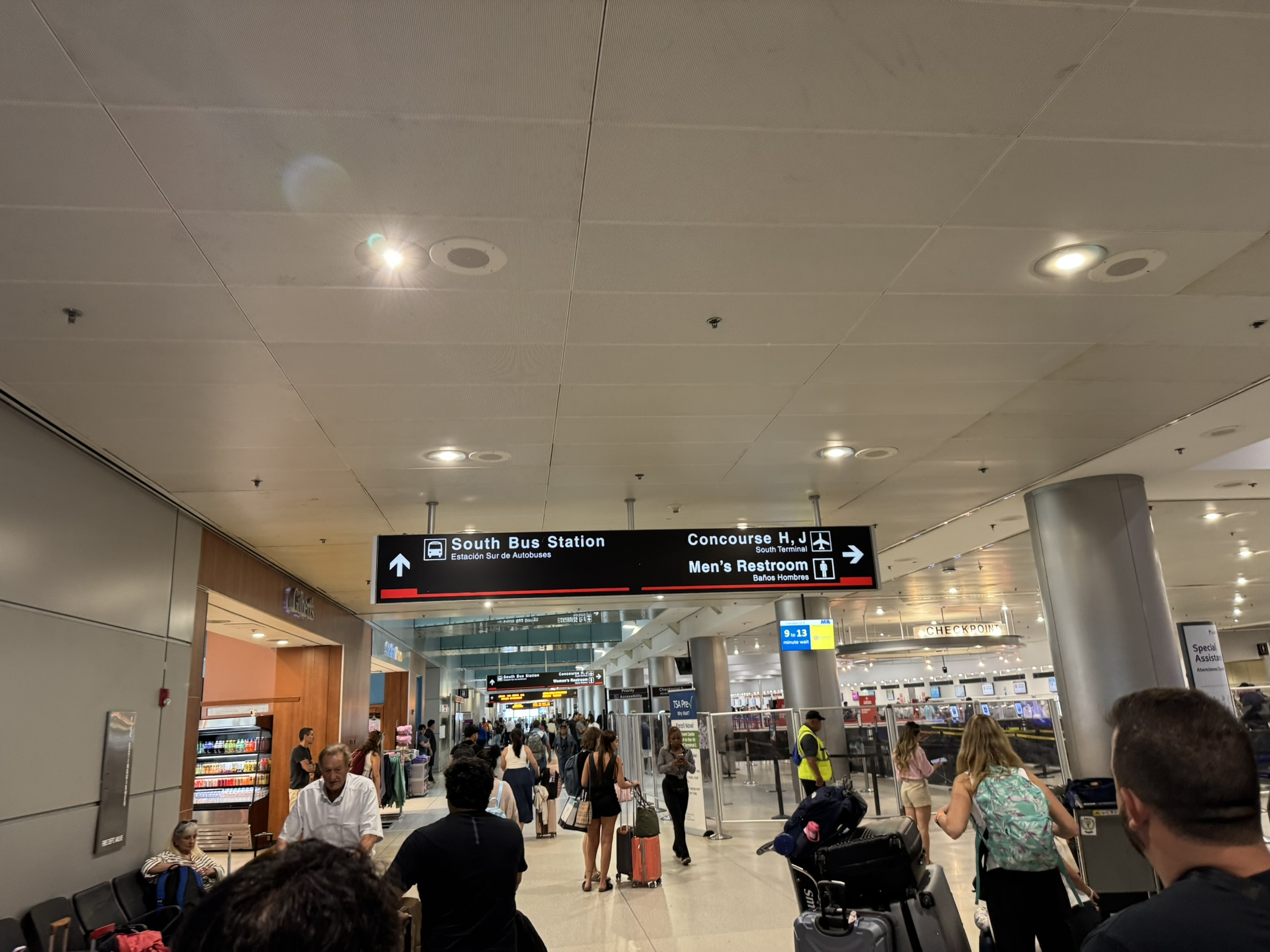
Pasillo principal de la Terminal Sur del aeropuerto.

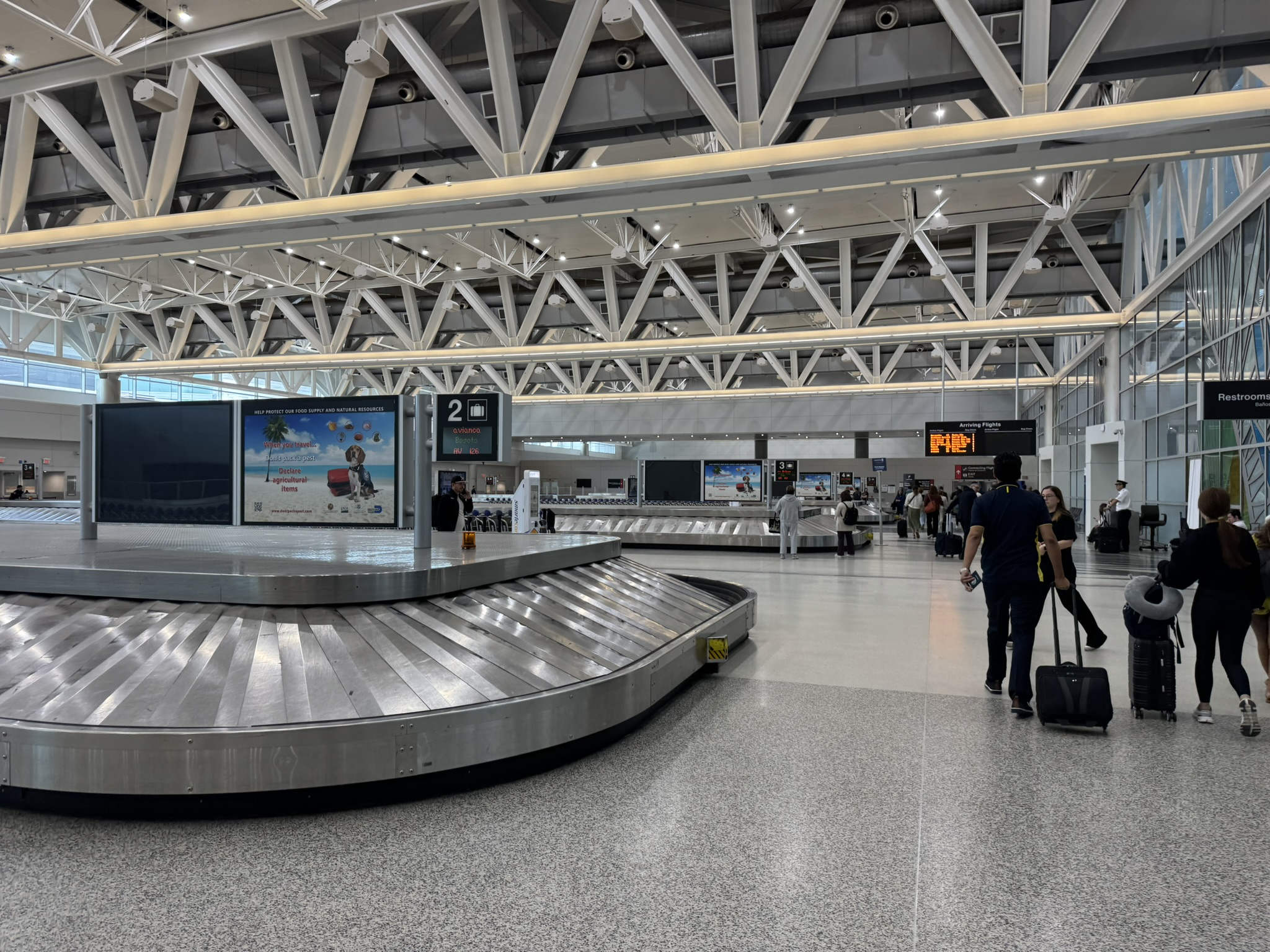
Bandas de reclamo de equipaje internacional de la Terminal Sur del aeropuerto.

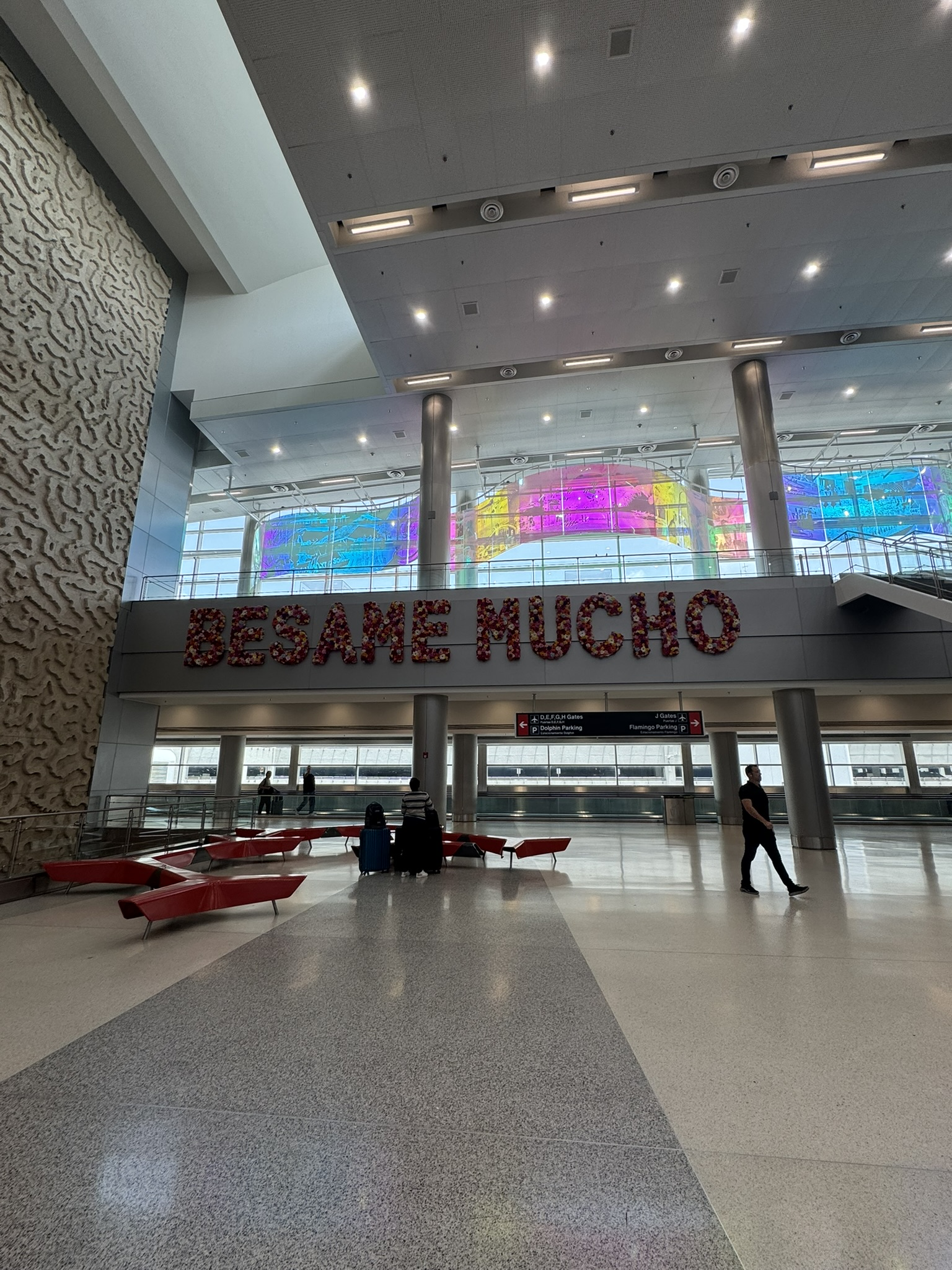
Letrero de "Bésame Mucho" a las llegadas internacionales de la Terminal Sur del aeropuerto.

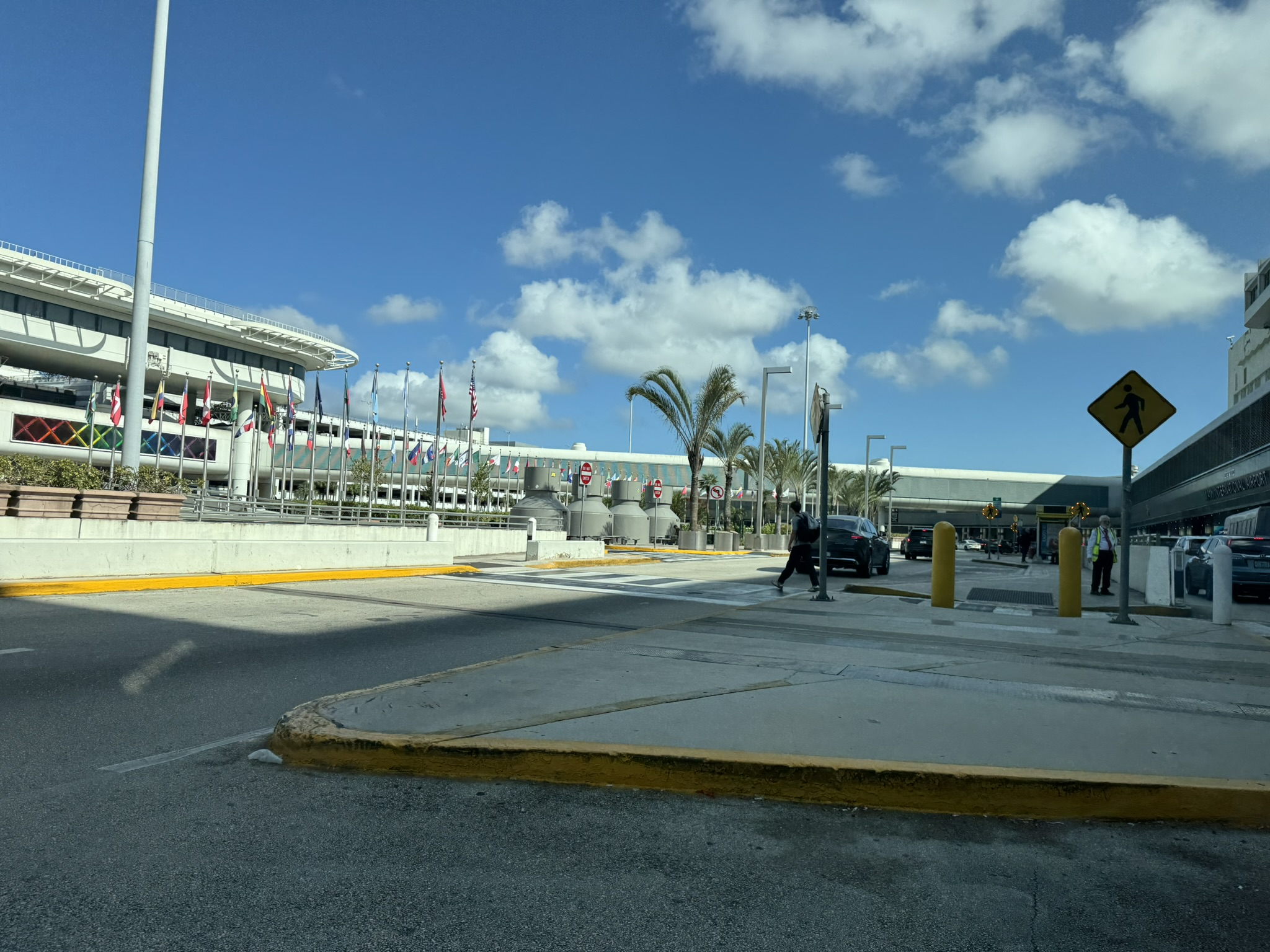
Lado tierra del aeropuerto.

Se brinda servicio a 87 ciudades dentro del país a cargo de 11 aerolíneas. 
| Destinos nacionales del Aeropuerto de Miami MIA ALB AVL ATL ACY AUS BWI BHM BOS BUF EYW CID CHS CLT CHA ORD MDW CVG CLE CAE CMH DFW DAL DEN DSM DTW EGE XNA PHL VPS GNV GRR GSO GSP BDL IAH HOU HSV IND JAX MCI TYS LAS LEX LIT ISP LAX SDF MSN MEM MKE MSP BNA EWR ORF MSY LGA JFK OKC OMA SNA MCO PNS PHX PIT PDX RDU RIC ROC SMF SLC SAT SAN SFO SRQ SAV STL SEA SGF SYR TLH TPA TUL DCA IAD HPN ICT ILM | Destinos nacionales del Aeropuerto de Miami MIA ALB AVL ATL ACY AUS BWI BHM BOS BUF EYW CID CHS CLT CHA ORD MDW CVG CLE CAE CMH DFW DAL DEN DSM DTW EGE XNA PHL VPS GNV GRR GSO GSP BDL IAH HOU HSV IND JAX MCI TYS LAS LEX LIT ISP LAX SDF MSN MEM MKE MSP BNA EWR ORF MSY LGA JFK OKC OMA SNA MCO PNS PHX PIT PDX RDU RIC ROC SMF SLC SAT SAN SFO SRQ SAV STL SEA SGF SYR TLH TPA TUL DCA IAD HPN ICT ILM | Destinos nacionales del Aeropuerto de Miami MIA ALB AVL ATL ACY AUS BWI BHM BOS BUF EYW CID CHS CLT CHA ORD MDW CVG CLE CAE CMH DFW DAL DEN DSM DTW EGE XNA PHL VPS GNV GRR GSO GSP BDL IAH HOU HSV IND JAX MCI TYS LAS LEX LIT ISP LAX SDF MSN MEM MKE MSP BNA EWR ORF MSY LGA JFK OKC OMA SNA MCO PNS PHX PIT PDX RDU RIC ROC SMF SLC SAT SAN SFO SRQ SAV STL SEA SGF SYR TLH TPA TUL DCA IAD HPN ICT ILM | Destinos nacionales del Aeropuerto de Miami MIA ALB AVL ATL ACY AUS BWI BHM BOS BUF EYW CID CHS CLT CHA ORD MDW CVG CLE CAE CMH DFW DAL DEN DSM DTW EGE XNA PHL VPS GNV GRR GSO GSP BDL IAH HOU HSV IND JAX MCI TYS LAS LEX LIT ISP LAX SDF MSN MEM MKE MSP BNA EWR ORF MSY LGA JFK OKC OMA SNA MCO PNS PHX PIT PDX RDU RIC ROC SMF SLC SAT SAN SFO SRQ SAV STL SEA SGF SYR TLH TPA TUL DCA IAD HPN ICT ILM | Destinos nacionales del Aeropuerto de Miami MIA ALB AVL ATL ACY AUS BWI BHM BOS BUF EYW CID CHS CLT CHA ORD MDW CVG CLE CAE CMH DFW DAL DEN DSM DTW EGE XNA PHL VPS GNV GRR GSO GSP BDL IAH HOU HSV IND JAX MCI TYS LAS LEX LIT ISP LAX SDF MSN MEM MKE MSP BNA EWR ORF MSY LGA JFK OKC OMA SNA MCO PNS PHX PIT PDX RDU RIC ROC SMF SLC SAT SAN SFO SRQ SAV STL SEA SGF SYR TLH TPA TUL DCA IAD HPN ICT ILM | Destinos nacionales del Aeropuerto de Miami MIA ALB AVL ATL ACY AUS BWI BHM BOS BUF EYW CID CHS CLT CHA ORD MDW CVG CLE CAE CMH DFW DAL DEN DSM DTW EGE XNA PHL VPS GNV GRR GSO GSP BDL IAH HOU HSV IND JAX MCI TYS LAS LEX LIT ISP LAX SDF MSN MEM MKE MSP BNA EWR ORF MSY LGA JFK OKC OMA SNA MCO PNS PHX PIT PDX RDU RIC ROC SMF SLC SAT SAN SFO SRQ SAV STL SEA SGF SYR TLH TPA TUL DCA IAD HPN ICT ILM | Destinos nacionales del Aeropuerto de Miami MIA ALB AVL ATL ACY AUS BWI BHM BOS BUF EYW CID CHS CLT CHA ORD MDW CVG CLE CAE CMH DFW DAL DEN DSM DTW EGE XNA PHL VPS GNV GRR GSO GSP BDL IAH HOU HSV IND JAX MCI TYS LAS LEX LIT ISP LAX SDF MSN MEM MKE MSP BNA EWR ORF MSY LGA JFK OKC OMA SNA MCO PNS PHX PIT PDX RDU RIC ROC SMF SLC SAT SAN SFO SRQ SAV STL SEA SGF SYR TLH TPA TUL DCA IAD HPN ICT ILM | Destinos nacionales del Aeropuerto de Miami MIA ALB AVL ATL ACY AUS BWI BHM BOS BUF EYW CID CHS CLT CHA ORD MDW CVG CLE CAE CMH DFW DAL DEN DSM DTW EGE XNA PHL VPS GNV GRR GSO GSP BDL IAH HOU HSV IND JAX MCI TYS LAS LEX LIT ISP LAX SDF MSN MEM MKE MSP BNA EWR ORF MSY LGA JFK OKC OMA SNA MCO PNS PHX PIT PDX RDU RIC ROC SMF SLC SAT SAN SFO SRQ SAV STL SEA SGF SYR TLH TPA TUL DCA IAD HPN ICT ILM | Destinos nacionales del Aeropuerto de Miami MIA ALB AVL ATL ACY AUS BWI BHM BOS BUF EYW CID CHS CLT CHA ORD MDW CVG CLE CAE CMH DFW DAL DEN DSM DTW EGE XNA PHL VPS GNV GRR GSO GSP BDL IAH HOU HSV IND JAX MCI TYS LAS LEX LIT ISP LAX SDF MSN MEM MKE MSP BNA EWR ORF MSY LGA JFK OKC OMA SNA MCO PNS PHX PIT PDX RDU RIC ROC SMF SLC SAT SAN SFO SRQ SAV STL SEA SGF SYR TLH TPA TUL DCA IAD HPN ICT ILM |
| Destinos | American Airlines | Frontier Airlines | Southwest Airlines | Spirit Airlines | Delta Air Lines | United Airlines | Otra | # |
| --- | --- | --- | --- | --- | --- | --- | --- | --- |
| Albany (ALB) | • | | | | | | | 1 |
| Asheville (AVL) | • | | | | | | | 1 |
| Atlanta (ATL) | • | • | | | • | | | 3 |
| Atlantic City (ACY) | | | | • | | | | 1 |
| Austin (AUS) | • | • | • | | | | | 3 |
| Baltimore (BWI) | • | • | • | • | | | | 4 |
| Birmingham (BHM) | • | | | | | | | 1 |
| Boston (BOS) | • | • | | | • | | JetBlue Airways | 4 |
| Búfalo (BUF) | • | | | | | | | 1 |
| Cayo Hueso (EYW) | • | | | | | | | 1 |
| Cedar Rapids (CID) | • | | | | | | | 1 |
| Charleston (CHS) | • | | | | | | | 1 |
| Charlotte (CLT) | • | • | | • | | | | 3 |
| Chattanooga (CHA) | • | | | | | | | 1 |
| Chicago (ORD) | • | | | • | | • | | 3 |
| Chicago (MDW) | | • | • | | | | | 2 |
| Cincinnati (CVG) | • | • | | | | | | 2 |
| Cleveland (CLE) | • | • | | | | | | 2 |
| Columbia (CAE) | • | | | | | | | 1 |
| Columbus (CMH) | • | | • | | | | | 2 |
| Dallas (DFW) | • | • | | • | | | | 3 |
| Dallas (DAL) | | | • | | | | | 1 |
| Denver (DEN) | • | • | • | | | • | | 4 |
| Des Moines (DSM) | • | | | | | | | 1 |
| Detroit (DTW) | • | | | | • | | | 2 |
| Eagle (EGE) | • | | | | | | | 1 |
| Fayetteville (XNA) | • | | | | | | | 1 |
| Filadelfia (PHL) | • | • | | • | | | | 3 |
| Fort Walton Beach (VPS) | • | | | | | | | 1 |
| Gainesville (GNV) | • | | | | | | | 1 |
| Grand Rapids (GRR) | • | | | | | | | 1 |
| Greensboro (GSO) | • | | | | | | | 1 |
| Greenville (GSP) | • | | | | | | | 1 |
| Hartford (BDL) | • | • | | | | | | 2 |
| Houston (IAH) | • | • | | • | | • | | 4 |
| Houston (HOU) | | | • | | | | | 1 |
| Huntsville (HSV) | • | | | | | | | 1 |
| Indianápolis (IND) | • | | • | | | | | 2 |
| Jacksonville (JAX) | • | | | | | | | 1 |
| Kansas City (MCI) | • | | • | | | | | 2 |
| Knoxville (TYS) | • | | | | | | | 1 |
| Las Vegas (LAS) | • | | | • | | | | 2 |
| Lexington (LEX) | • | | | | | | | 1 |
| Little Rock (LIT) | • | | | | | | | 1 |
| Long Island (ISP) | | | • | | | | | 1 |
| Los Ángeles (LAX) | • | | | | • | | | 2 |
| Louisville (SDF) | • | | | | | | | 1 |
| Madison (MSN) | • | | | | | | | 1 |
| Memphis (MEM) | • | | | | | | | 1 |
| Milwakee (MKE) | • | | | | | | | 1 |
| Mineápolis (MSP) | • | | | • | • | | Sun Country Airlines | 4 |
| Nashville (BNA) | • | | • | • | | | | 3 |
| Newark (EWR) | • | | | • | | • | | 3 |
| Norfolk (ORF) | • | | | | | | | 1 |
| Nueva Orleans (MSY) | • | | • | • | | | | 3 |
| Nueva York (JFK) | • | • | | | • | | | 3 |
| Nueva York (LGA) | • | • | | • | • | | | 4 |
| Oklahoma City (OKC) | • | | | | | | | 1 |
| Omaha (OMA) | • | | | | | | | 1 |
| Orange County (SNA) | • | | | | | | | 1 |
| Orlando (MCO) | • | | | | • | | | 2 |
| Pensacola (PNS) | • | | | | | | | 1 |
| Phoenix (PHX) | • | | | | | | | 1 |
| Pittsburgh (PIT) | • | | • | | | | | 2 |
| Portland (PDX) | • | | | | | | Alaska Airlines | 2 |
| Raleigh (RDU) | • | • | | | • | | | 3 |
| Richmond (RIC) | • | | | | | | | 1 |
| Rochester (ROC) | • | | | | | | | 1 |
| Sacramento (SMF) | • | | | | | | | 1 |
| Salt Lake City (SLC) | | | | | • | | | 1 |
| San Antonio (SAT) | • | | | | | | | 1 |
| San Diego (SAN) | • | | | | | | | 1 |
| San Francisco (SFO) | • | | | | | • | | 2 |
| San Luis (STL) | • | | • | | | | | 2 |
| Sarasota (SRQ) | • | | | | | | | 1 |
| Savannah (SAV) | • | | | | | | | 1 |
| Seattle (SEA) | • | | | | • | | Alaska Airlines | 3 |
| Siracusa (SYR) | • | | | | | | | 1 |
| Springfield (SGF) | • | | | | | | | 1 |
| Tallahassee (TLH) | • | | | | | | | 1 |
| Tampa (TPA) | • | | | | | | | 1 |
| Tulsa (TUL) | • | | | | | | | 1 |
| Washington (DCA) | • | | | | • | | | 2 |
| Washington (IAD) | | • | | | | • | | 2 |
| White Plains (HPN) | • | | | | | | | 1 |
| Wichita (ICT) | • | | | | | | | 1 |
| Wilmington (ILM) | • | | | | | | Avelo Airlines | 2 |
| Total | 80 | 17 | 14 | 13 | 12 | 6 | 5 | 87 |

### Destinos internacionales

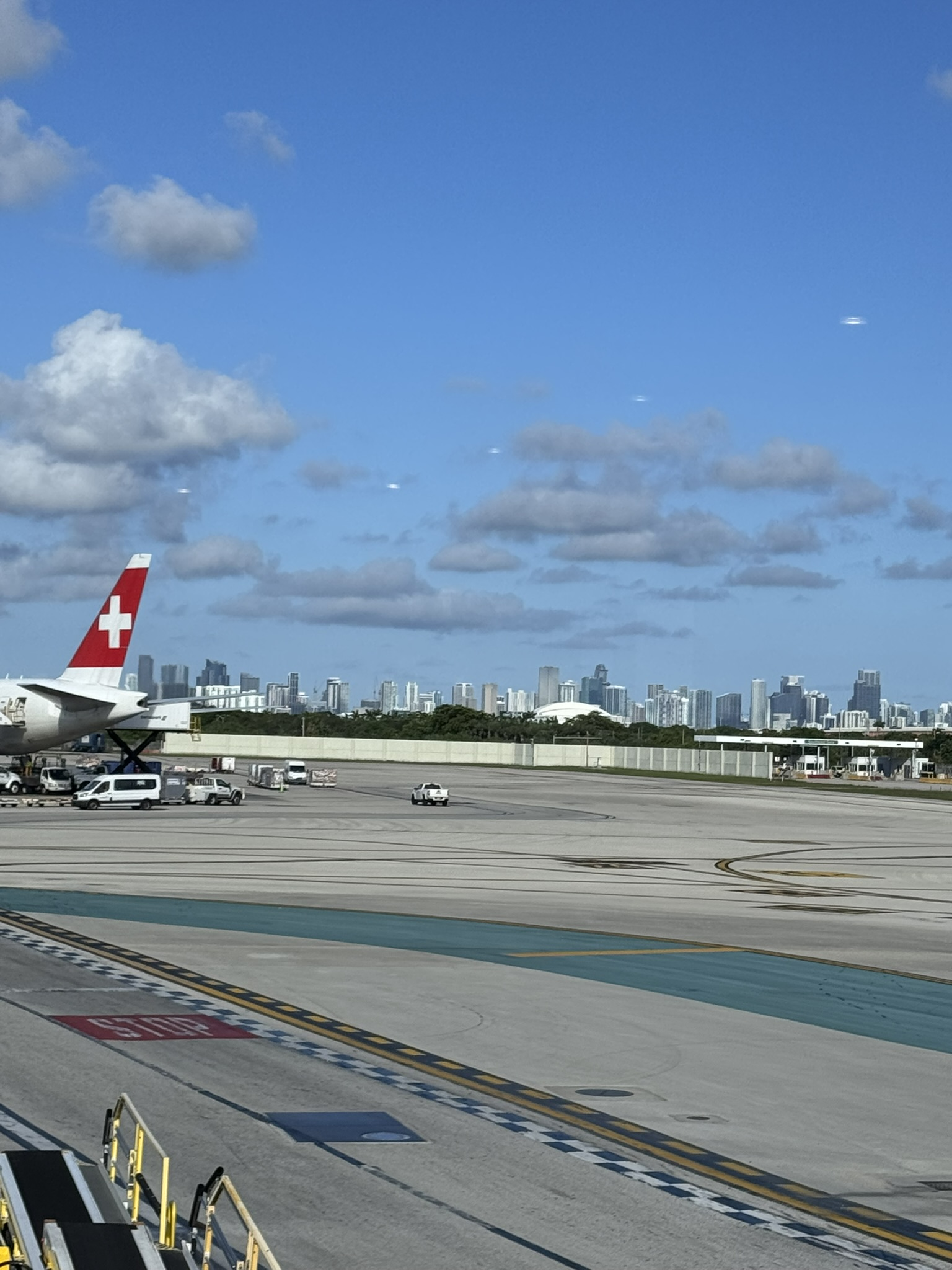
Skyline de Miami visto desde el aeropuerto.

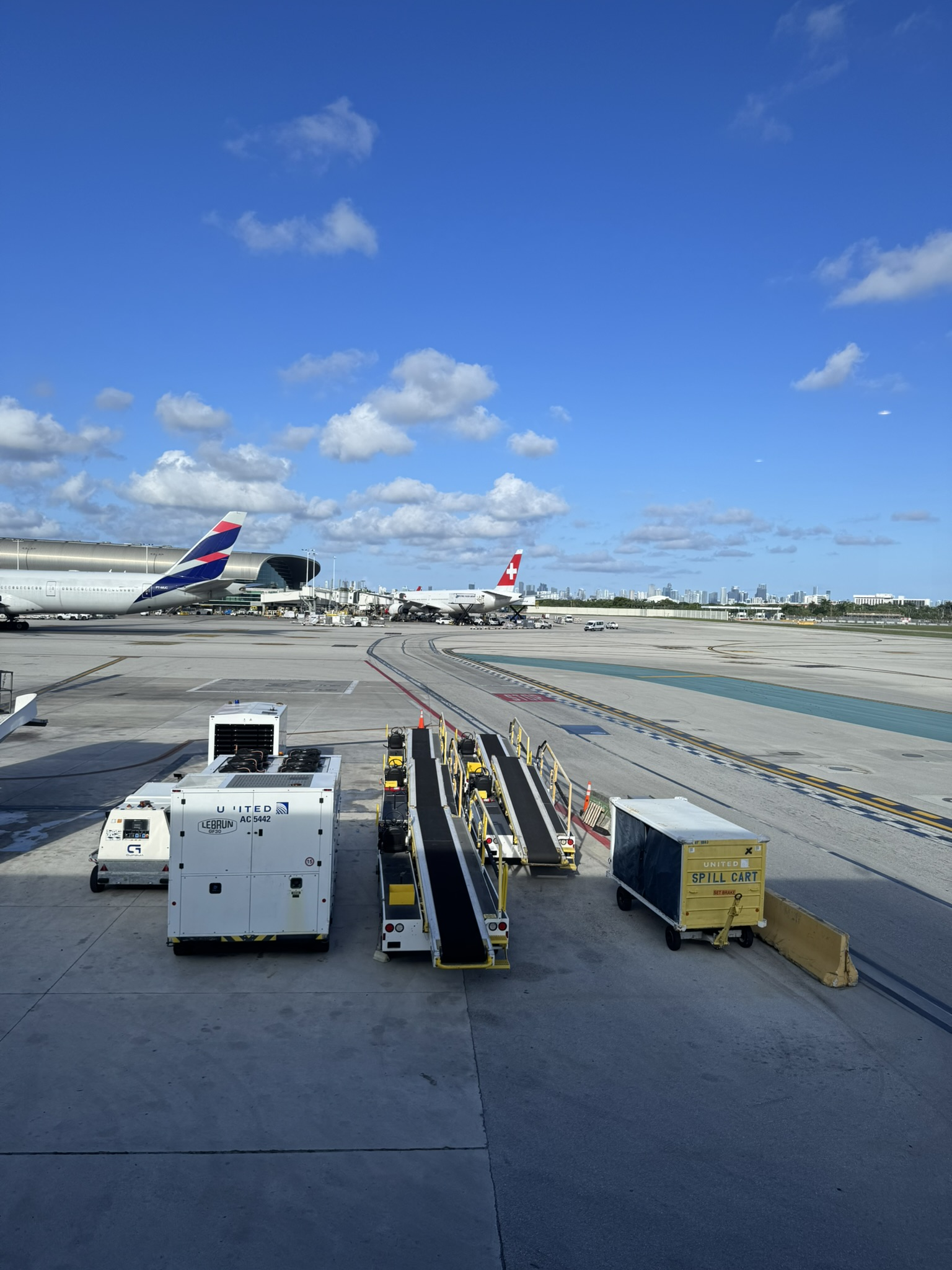
Aviones en la Sala J del aeropuerto.

Se ofrece servicio a 111 destinos internacionales (7 estacionales), a cargo de 59 aerolíneas.
| Ciudades                                                       | Nombre del aeropuerto                                    | Aerolíneas                                                                                 |        |        |
| África                                                         | África                                                   | África                                                                                     | África | África |
| -------------------------------------------------------------- | -------------------------------------------------------- | ------------------------------------------------------------------------------------------ | ------ | ------ |
| Marruecos (1 destino, 1 aerolínea)                             |                                                          |                                                                                            |        |        |
| Casablanca                                                     | Aeropuerto Internacional Mohammed V                      | Royal Air Maroc                                                                            |        |        |
| Norteamérica                                                   |                                                          |                                                                                            |        |        |
| Canadá (3 destinos, 4 aerolíneas)                              |                                                          |                                                                                            |        |        |
| Montreal                                                       | Aeropuerto Internacional Pierre Elliott Trudeau          | Air Canada Rouge / American Airlines                                                       |        |        |
| Toronto                                                        | Aeropuerto Internacional Toronto Pearson                 | Air Canada / Air Canada Rouge / American Airlines / Porter Airlines (Estacional)           |        |        |
| Vancouver                                                      | Aeropuerto Internacional de Vancouver                    | Air Canada                                                                                 |        |        |
| México (7 destinos, 6 aerolíneas)                              |                                                          |                                                                                            |        |        |
| Cancún                                                         | Aeropuerto Internacional de Cancún                       | Aeroméxico / American Airlines                                                             |        |        |
| Ciudad de México                                               | Aeropuerto Internacional de la Ciudad de México          | Aeroméxico / American Airlines / Volaris                                                   |        |        |
| Ciudad de México                                               | Aeropuerto Internacional Felipe Ángeles                  | Viva (inicia el 21 de noviembre de 2025)                                                   |        |        |
| Cozumel                                                        | Aeropuerto Internacional de Cozumel                      | American Airlines                                                                          |        |        |
| Guadalajara                                                    | Aeropuerto Internacional de Guadalajara                  | Aeroméxico (Estacional) / Volaris                                                          |        |        |
| Mérida                                                         | Aeropuerto Internacional de Mérida                       | American Airlines / Viva                                                                   |        |        |
| Monterrey                                                      | Aeropuerto Internacional de Monterrey                    | Aeroméxico (Estacional) / American Eagle / Viva                                            |        |        |
| Tulum                                                          | Aeropuerto Internacional de Tulum                        | American Airlines                                                                          |        |        |
| El Caribe                                                      |                                                          |                                                                                            |        |        |
| Anguila (1 destino, 1 aerolínea)                               |                                                          |                                                                                            |        |        |
| Isla de Anguila                                                | Aeropuerto Internacional Clayton J. Lloyd                | American Eagle                                                                             |        |        |
| Antigua y Barbuda (1 destino, 1 aerolínea)                     |                                                          |                                                                                            |        |        |
| Saint John                                                     | Aeropuerto Internacional V. C. Bird                      | American Airlines                                                                          |        |        |
| Aruba (1 destino, 1 aerolínea)                                 |                                                          |                                                                                            |        |        |
| Oranjestad                                                     | Aeropuerto Internacional Reina Beatrix                   | American Airlines                                                                          |        |        |
| Bahamas (7 destinos, 3 aerolíneas)                             |                                                          |                                                                                            |        |        |
| Eleuthera Norte                                                | Aeropuerto de Eleuthera Norte                            | American Eagle                                                                             |        |        |
| Freeport                                                       | Aeropuerto Internacional de Grand Bahama                 | American Eagle                                                                             |        |        |
| George Town                                                    | Aeropuerto Internacional de Exuma                        | American Eagle                                                                             |        |        |
| Governor's Harbour                                             | Aeropureto de Governor's Harbour                         | American Eagle                                                                             |        |        |
| Marsh Harbour                                                  | Aeropuerto de Marsh Harbour                              | American Eagle                                                                             |        |        |
| Nasáu                                                          | Aeropuerto Internacional Lynden Pindling                 | American Airlines / American Eagle / Bahamasair                                            |        |        |
| San Salvador                                                   | Aeropuerto de El Salvador                                | Bahamasair                                                                                 |        |        |
| Barbados (1 destino, 1 aerolínea)                              |                                                          |                                                                                            |        |        |
| Bridgetown                                                     | Aeropuerto Internacional Grantley Adams                  | American Airlines                                                                          |        |        |
| Bermudas (1 destino, 1 aerolínea)                              |                                                          |                                                                                            |        |        |
| Hamilton                                                       | Aeropuerto Internacional L.F. Wade                       | American Airlines                                                                          |        |        |
| Caribe Neerlandés (1 destino, 1 aerolínea)                     |                                                          |                                                                                            |        |        |
| Kralendijk                                                     | Aeropuerto Internacional Flamingo                        | American Airlines                                                                          |        |        |
| Cuba (6 destinos, 3 aerolíneas)                                |                                                          |                                                                                            |        |        |
| Camagüey                                                       | Aeropuerto Internacional Ignacio Agramonte               | American Airlines                                                                          |        |        |
| Holguín                                                        | Aeropuerto Internacional Frank País                      | American Airlines / Havana Air                                                             |        |        |
| La Habana                                                      | Aeropuerto Internacional José Martí                      | American Airlines / Delta Air Lines / Havana Air                                           |        |        |
| Santa Clara                                                    | Aeropuerto Internacional Abel Santamaría                 | American Airlines / Havana Air                                                             |        |        |
| Santiago de Cuba                                               | Aeropuerto Internacional de Santiago de Cuba             | American Airlines                                                                          |        |        |
| Varadero                                                       | Aeropuerto Juan Gualberto Gómez                          | American Airlines                                                                          |        |        |
| Curazao (1 destino, 2 aerolíneas)                              |                                                          |                                                                                            |        |        |
| Willemstad                                                     | Aeropuerto Internacional Hato                            | American Airlines / Surinam Airways (Estacional)                                           |        |        |
| Dominica (1 destino, 1 aerolínea)                              |                                                          |                                                                                            |        |        |
| Dominica                                                       | Aeropuerto Douglas–Charles                               | American Eagle                                                                             |        |        |
| Granada (1 destino, 1 aerolínea)                               |                                                          |                                                                                            |        |        |
| Saint George                                                   | Aeropuerto Internacional Maurice Bishop                  | American Airlines                                                                          |        |        |
| Guadalupe (1 destino, 2 aerolíneas)                            |                                                          |                                                                                            |        |        |
| Pointe-à-Pitre                                                 | Aeropuerto Internacional de Pointe-à-Pitre               | Air France / American Eagle                                                                |        |        |
| Haití (2 destinos, 2 aerolíneas)                               |                                                          |                                                                                            |        |        |
| Cabo Haitiano                                                  | Aeropuerto Internacional de Cabo Haitiano                | Sunrise Airways                                                                            |        |        |
| Puerto Príncipe                                                | Aeropuerto Internacional Toussaint Louverture            | American Airlines                                                                          |        |        |
| Islas Caimán (2 destinos, 2 aerolíneas)                        |                                                          |                                                                                            |        |        |
| Caimán Brac                                                    | Aeropuerto Internacional Charles Kirkconnell             | Cayman Airways                                                                             |        |        |
| Gran Caimán                                                    | Aeropuerto Internacional Owen Roberts                    | American Airlines / Cayman Airways                                                         |        |        |
| Islas Turcas y Caicos (2 destinos, 2 aerolíneas)               |                                                          |                                                                                            |        |        |
| Caicos del Sur                                                 | Aeropuerto de Caicos del Sur                             | American Eagle                                                                             |        |        |
| Providenciales                                                 | Aeropuerto Internacional de Providenciales               | American Airlines                                                                          |        |        |
| Islas Vírgenes de los Estados Unidos (2 destinos, 1 aerolínea) |                                                          |                                                                                            |        |        |
| Santa Cruz                                                     | Aeropuerto Internacional Henry E. Rohlsen                | American Airlines                                                                          |        |        |
| Santo Tomás                                                    | Aeropuerto Internacional Cyril E. King                   | American Airlines                                                                          |        |        |
| Islas Vírgenes Británicas (1 destino, 1 aerolínea)             |                                                          |                                                                                            |        |        |
| Tórtola                                                        | Aeropuerto Internacional Terrance B. Lettsome            | American Eagle                                                                             |        |        |
| Jamaica (3 destinos, 2 aerolíneas)                             |                                                          |                                                                                            |        |        |
| Kingston                                                       | Aeropuerto Internacional Norman Manley                   | American Airlines                                                                          |        |        |
| Montego Bay                                                    | Aeropuerto Internacional Sir Donald Sangster             | American Airlines                                                                          |        |        |
| Ocho Ríos                                                      | Aeropuerto Internacional Ian Fleming                     | American Eagle                                                                             |        |        |
| Martinica (1 destino, 1 aerolínea)                             |                                                          |                                                                                            |        |        |
| Fort-de-France                                                 | Aeropuerto Internacional de Martinica Aimé Césaire       | American Airlines                                                                          |        |        |
| Puerto Rico (2 destinos, 3 aerolíneas)                         |                                                          |                                                                                            |        |        |
| Aguadilla                                                      | Aeropuerto Internacional Rafael Hernández                | Frontier Airlines                                                                          |        |        |
| San Juan                                                       | Aeropuerto Internacional Luis Muñoz Marín                | American Airlines / Frontier Airlines / Spirit Airlines                                    |        |        |
| República Dominicana (5 destinos, 6 aerolíneas)                |                                                          |                                                                                            |        |        |
| La Romana                                                      | Aeropuerto Internacional de La Romana                    | American Airlines / RED Air                                                                |        |        |
| Puerto Plata                                                   | Aeropuerto Internacional Gregorio Luperón                | American Airlines                                                                          |        |        |
| Punta Cana                                                     | Aeropuerto Internacional de Punta Cana                   | American Airlines / Arajet / Frontier Airlines (Estacional) / LATAM Chile / Sky High       |        |        |
| Santiago de los Caballeros                                     | Aeropuerto Internacional del Cibao                       | American Airlines / Sky High                                                               |        |        |
| Santo Domingo                                                  | Aeropuerto Internacional Las Américas                    | American Airlines / Arajet / Sky High                                                      |        |        |
| San Cristóbal y Nieves (1 destino, 1 aerolínea)                |                                                          |                                                                                            |        |        |
| Basseterre                                                     | Aeropuerto Internacional Robert L. Bradshaw              | American Airlines                                                                          |        |        |
| San Vicente y las Granadinas (1 destino, 1 aerolínea)          |                                                          |                                                                                            |        |        |
| Kingstown                                                      | Aeropuerto Internacional de Argyle                       | American Airlines                                                                          |        |        |
| Santa Lucía (1 destino, 1 aerolínea)                           |                                                          |                                                                                            |        |        |
| Vieux Fort                                                     | Aeropuerto Internacional Hewanorra                       | American Airlines                                                                          |        |        |
| San Martín (1 destino, 1 aerolínea)                            |                                                          |                                                                                            |        |        |
| Philipsburg                                                    | Aeropuerto Internacional Princesa Juliana                | American Airlines                                                                          |        |        |
| Trinidad y Tobago (1 destino, 2 aerolíneas)                    |                                                          |                                                                                            |        |        |
| Puerto España                                                  | Aeropuerto Internacional de Piarco                       | American Airlines / Caribbean Airlines                                                     |        |        |
| Centroamérica                                                  |                                                          |                                                                                            |        |        |
| Belice (1 destino, 1 aerolínea)                                |                                                          |                                                                                            |        |        |
| Ciudad de Belice                                               | Aeropuerto Internacional Philip S. W. Goldson            | American Airlines                                                                          |        |        |
| Costa Rica (2 destinos, 4 aerolíneas)                          |                                                          |                                                                                            |        |        |
| Liberia                                                        | Aeropuerto de Guanacaste                                 | American Airlines                                                                          |        |        |
| San José                                                       | Aeropuerto Internacional Juan Santamaría                 | American Airlines / Avianca Costa Rica / Volaris Costa Rica / Volaris El Salvador          |        |        |
| El Salvador (1 destino, 4 aerolíneas)                          |                                                          |                                                                                            |        |        |
| San Salvador                                                   | Aeropuerto Internacional de El Salvador                  | American Airlines / Avianca El Salvador / Bahamasair / Volaris El Salvador                 |        |        |
| Guatemala (1 destino, 3 aerolíneas)                            |                                                          |                                                                                            |        |        |
| Ciudad de Guatemala                                            | Aeropuerto Internacional La Aurora                       | American Airlines / Avianca Costa Rica / Frontier Airlines                                 |        |        |
| Honduras (3 destinos [1 estacional], 2 aerolíneas)             |                                                          |                                                                                            |        |        |
| Roatán                                                         | Aeropuerto Internacional Juan Manuel Gálvez              | American Airlines                                                                          |        |        |
| San Pedro Sula                                                 | Aeropuerto Internacional Ramón Villeda Morales           | American Airlines / Volaris El Salvador                                                    |        |        |
| Tegucigalpa                                                    | Aeropuerto Internacional de Comayagua                    | American Airlines                                                                          |        |        |
| Nicaragua (1 destino, 2 aerolíneas)                            |                                                          |                                                                                            |        |        |
| Managua                                                        | Aeropuerto Internacional Augusto C. Sandino              | American Airlines / Avianca El Salvador                                                    |        |        |
| Panamá (1 destino, 2 aerolíneas)                               |                                                          |                                                                                            |        |        |
| Ciudad de Panamá                                               | Aeropuerto Internacional de Tocumen                      | American Airlines / Copa Airlines                                                          |        |        |
| Sudamérica                                                     |                                                          |                                                                                            |        |        |
| Argentina (1 destino, 3 aerolíneas)                            |                                                          |                                                                                            |        |        |
| Buenos Aires                                                   | Aeropuerto Internacional Ministro Pistarini              | Aerolíneas Argentinas / American Airlines / LATAM Chile (inicia el 1 de diciembre de 2025) |        |        |
| Bolivia (1 destino, 1 aerolínea)                               |                                                          |                                                                                            |        |        |
| Santa Cruz de la Sierra                                        | Aeropuerto Internacional Viru Viru                       | Boliviana de Aviación                                                                      |        |        |
| Brasil (6 destinos [1 estacional], 3 aerolíneas)               |                                                          |                                                                                            |        |        |
| Belém                                                          | Aeropuerto Internacional de Belém                        | Gol Airlines                                                                               |        |        |
| Brasilia                                                       | Aeropuerto Internacional Presidente Juscelino Kubitschek | Gol Airlines                                                                               |        |        |
| Fortaleza                                                      | Aeropuerto Internacional Pinto Martins                   | LATAM Brasil (Estacional) / Gol Airlines                                                   |        |        |
| Manaos                                                         | Aeropuerto Internacional Eduardo Gomes                   | Gol Airlines (Estacional)                                                                  |        |        |
| Río de Janeiro                                                 | Aeropuerto Internacional de Galeão                       | American Airlines                                                                          |        |        |
| São Paulo                                                      | Aeropuerto Internacional de São Paulo-Guarulhos          | American Airlines / LATAM Brasil                                                           |        |        |
| Chile (1 destino, 2 aerolíneas)                                |                                                          |                                                                                            |        |        |
| Santiago de Chile                                              | Aeropuerto Internacional Arturo Merino Benítez           | American Airlines / LATAM Chile                                                            |        |        |
| Colombia (5 destinos, 5 aerolíneas)                            |                                                          |                                                                                            |        |        |
| Barranquilla                                                   | Aeropuerto Internacional Ernesto Cortissoz               | American Airlines / Avianca                                                                |        |        |
| Bogotá                                                         | Aeropuerto Internacional El Dorado                       | American Airlines / Avianca / Emirates / LATAM Chile / LATAM Colombia                      |        |        |
| Cali                                                           | Aeropuerto Internacional Alfonso Bonilla Aragón          | American Airlines / Avianca (Estacional)                                                   |        |        |
| Cartagena                                                      | Aeropuerto Internacional Rafael Núñez                    | American Airlines / Avianca (Estacional)                                                   |        |        |
| Medellín                                                       | Aeropuerto Internacional José María Córdova              | American Airlines / Avianca                                                                |        |        |
| Ecuador (2 destinos, 3 aerolíneas)                             |                                                          |                                                                                            |        |        |
| Guayaquil                                                      | Aeropuerto Internacional José Joaquín de Olmedo          | American Airlines / Avianca Ecuador (inicia el 26 de octubre de 2025)                      |        |        |
| Quito                                                          | Aeropuerto Internacional Mariscal Sucre                  | American Airlines / LATAM Ecuador                                                          |        |        |
| Guyana (1 destino, 2 aerolíneas)                               |                                                          |                                                                                            |        |        |
| Georgetown                                                     | Aeropuerto Internacional Cheddi Jagan                    | American Airlines / Surinam Airways                                                        |        |        |
| Perú (1 destino, 3 aerolíneas)                                 |                                                          |                                                                                            |        |        |
| Lima                                                           | Aeropuerto Internacional Jorge Chávez                    | American Airlines / LATAM Perú / Sky Airline Perú                                          |        |        |
| Surinam (1 destino, 1 aerolínea)                               |                                                          |                                                                                            |        |        |
| Paramaribo                                                     | Aeropuerto Internacional Johan Adolf Pengel              | Surinam Airways                                                                            |        |        |
| Uruguay (1 destino [estacional], 1 aerolínea)                  |                                                          |                                                                                            |        |        |
| Montevideo                                                     | Aeropuerto Internacional de Carrasco                     | American Airlines (Estacional)                                                             |        |        |
| Asia                                                           |                                                          |                                                                                            |        |        |
| Catar (1 destino, 1 aerolínea)                                 |                                                          |                                                                                            |        |        |
| Doha                                                           | Aeropuerto Internacional Hamad                           | Qatar Airways                                                                              |        |        |
| EAU (1 destino, 1 aerolínea)                                   |                                                          |                                                                                            |        |        |
| Dubái                                                          | Aeropuerto Internacional de Dubái                        | Emirates                                                                                   |        |        |
| Israel (1 destino, 1 aerolínea)                                |                                                          |                                                                                            |        |        |
| Tel Aviv                                                       | Aeropuerto Internacional Ben Gurión                      | El Al                                                                                      |        |        |
| Europa                                                         |                                                          |                                                                                            |        |        |
| Alemania (2 destinos [1 estacional], 2 aerolíneas)             |                                                          |                                                                                            |        |        |
| Fráncfort                                                      | Aeropuerto de Fráncfort del Meno                         | Condor / Lufthansa                                                                         |        |        |
| Múnich                                                         | Aeropuerto Internacional de Múnich-Franz Josef Strauss   | Lufthansa (Estacional)                                                                     |        |        |
| Dinamarca (1 destino [estacional], 1 aerolínea)                |                                                          |                                                                                            |        |        |
| Copenhague                                                     | Aeropuerto de Copenhague-Kastrup                         | Scandinavian Airlines (Estacional)                                                         |        |        |
| España (2 destinos, 4 aerolíneas)                              |                                                          |                                                                                            |        |        |
| Barcelona                                                      | Aeropuerto Josep Tarradellas Barcelona-El Prat           | American Airlines / Level                                                                  |        |        |
| Madrid                                                         | Aeropuerto Adolfo Suárez Madrid-Barajas                  | Air Europa / American Airlines / Iberia                                                    |        |        |
| Finlandia (1 destino [estacional], 1 aerolínea)                |                                                          |                                                                                            |        |        |
| Helsinki                                                       | Aeropuerto de Helsinki-Vantaa                            | Finnair (Estacional)                                                                       |        |        |
| Francia (2 destinos, 3 aerolíneas)                             |                                                          |                                                                                            |        |        |
| París                                                          | Aeropuerto de París-Charles de Gaulle                    | Air France / American Airlines (Estacional)                                                |        |        |
| París                                                          | Aeropuerto de París-Orly                                 | French Bee                                                                                 |        |        |
| Irlanda (1 destino [estacional], 1 aerolínea)                  |                                                          |                                                                                            |        |        |
| Dublín                                                         | Aeropuerto de Dublín                                     | Aer Lingus (Estacional)                                                                    |        |        |
| Islandia (1 destino [estacional], 1 aerolínea)                 |                                                          |                                                                                            |        |        |
| Reikiavik                                                      | Aeropuerto Internacional de Keflavík                     | Icelandair (Estacional) (inicia el 26 de octubre de 2025)                                  |        |        |
| Italia (2 destinos, 2 aerolíneas)                              |                                                          |                                                                                            |        |        |
| Milán                                                          | Aeropuerto de Milán-Malpensa                             | American Airlines (reinicia el 29 de marzo de 2026)                                        |        |        |
| Roma                                                           | Aeropuerto de Roma-Fiumicino                             | American Airlines (Estacional) / ITA Airways                                               |        |        |
| Países Bajos (1 destino [estacional], 1 aerolínea)             |                                                          |                                                                                            |        |        |
| Ámsterdam                                                      | Aeropuerto de Ámsterdam-Schiphol                         | KLM (Estacional)                                                                           |        |        |
| Polonia (1 destino, 1 aerolínea)                               |                                                          |                                                                                            |        |        |
| Varsovia                                                       | Aeropuerto de Varsovia-Chopin                            | LOT Polish Airlines                                                                        |        |        |
| Portugal (1 destino, 1 aerolínea)                              |                                                          |                                                                                            |        |        |
| Lisboa                                                         | Aeropuerto de Lisboa                                     | TAP Air Portugal                                                                           |        |        |
| Reino Unido (2 destinos, 4 aerolíneas)                         |                                                          |                                                                                            |        |        |
| Londres                                                        | Aeropuerto de Londres-Heathrow                           | American Airlines / British Airways / Virgin Atlantic                                      |        |        |
| Londres                                                        | Aeropuerto de Londres-Gatwick                            | Norse Atlantic Airways                                                                     |        |        |
| Suecia (1 destino [estacional], 1 aerolínea)                   |                                                          |                                                                                            |        |        |
| Estocolmo                                                      | Aeropuerto de Estocolmo-Arlanda                          | Scandinavian Airlines (Estacional)                                                         |        |        |
| Suiza (1 destino, 1 aerolínea)                                 |                                                          |                                                                                            |        |        |
| Zúrich                                                         | Aeropuerto Internacional de Zúrich                       | Swiss International Air Lines                                                              |        |        |
| Turquía (1 destino, 1 aerolínea)                               |                                                          |                                                                                            |        |        |
| Estambul                                                       | Aeropuerto de Estambul                                   | Turkish Airlines                                                                           |        |        |
| Total: 111 destinos (7 estacionales), 62 países, 59 aerolíneas |                                                          |                                                                                            |        |        |

## Antiguos Destinos
| Ciudades                            | Nombre del aeropuerto                       | Aerolíneas |            |            |
| Sudamérica                          | Sudamérica                                  | Sudamérica | Sudamérica | Sudamérica |
| ----------------------------------- | ------------------------------------------- | --- | ---------- | ---------- |
| Argentina (1 destino, 9 aerolíneas) |                                             | |            |            |
| Buenos Aires                        | Aeropuerto Internacional Ministro Pistarini | APSA / AeroPeru / Braniff International / Eastern Airlines / Panagra / Pan Am / Southern Winds Transportes Aéreos Mirleni LATAM Argentina |            |            |
| Bolivia (3 destinos, 7 aerolíneas)  |                                             | |            |            |
| Cochabamba                          | Aeropuerto Jorge Wilstermann                | Lloyd Aéreo Boliviano / Panagra |            |            |
| La Paz                              | Aeropuerto Internacional El Alto            | Lloyd Aéreo Boliviano / American Airlines / Panagra / Pan Am / Eastern Airlines Braniff International                                     |            |            |
| Santa Cruz de la Sierra             | Aeropuerto Internacional Viru Viru          | Lloyd Aéreo Boliviano / Aerosur / American Airlines                                                                                       |            |            |
| Santa Cruz de la Sierra             | Aeropuerto El Trompillo                     | Panagra |            |            |

## Estadísticas

### Rutas más transitadas

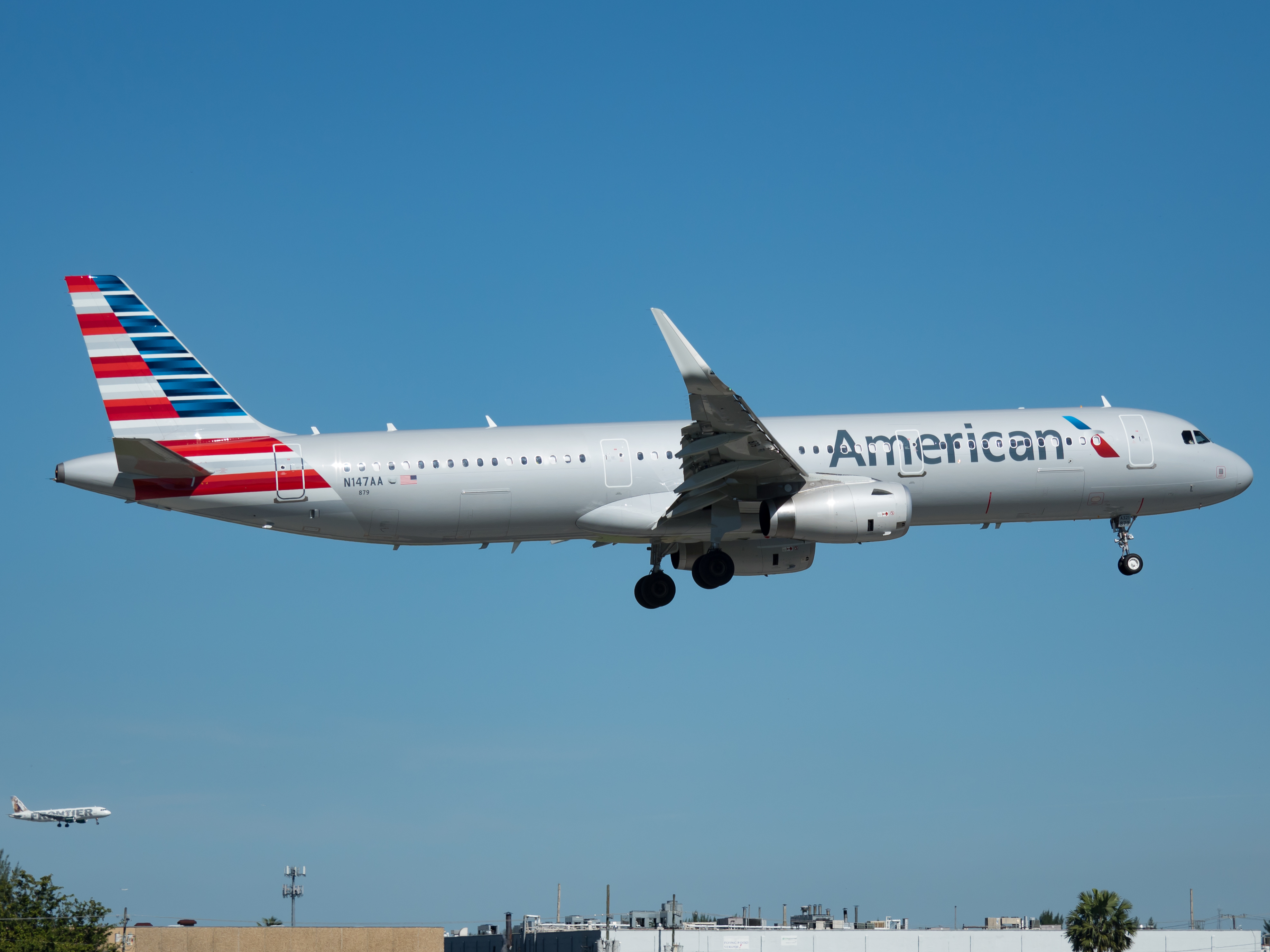
Un Airbus A321 de American Airlines aterrizando en MIA.

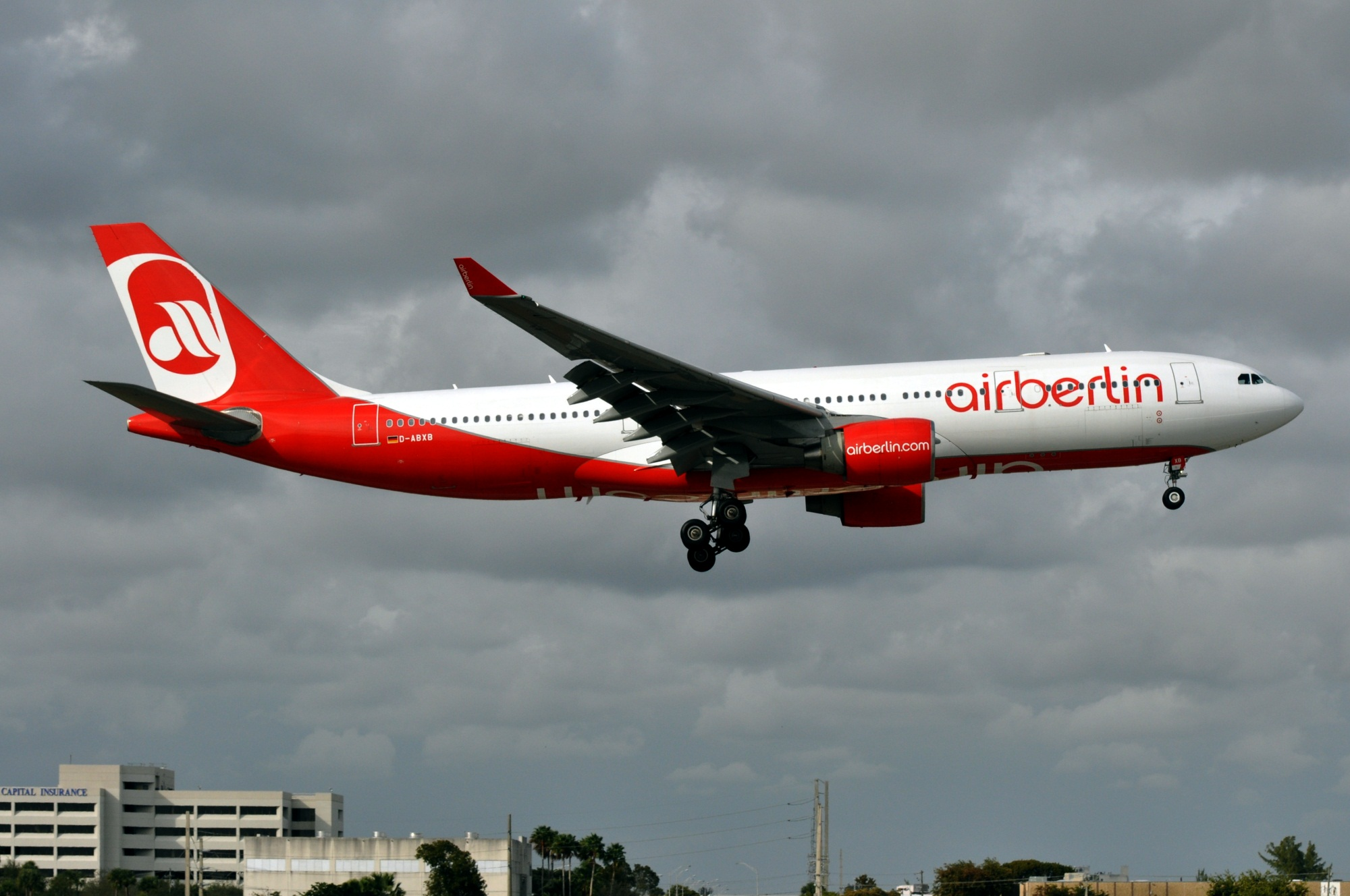
Un Airbus A330-200 de Air Berlin aterrizando en MIA.

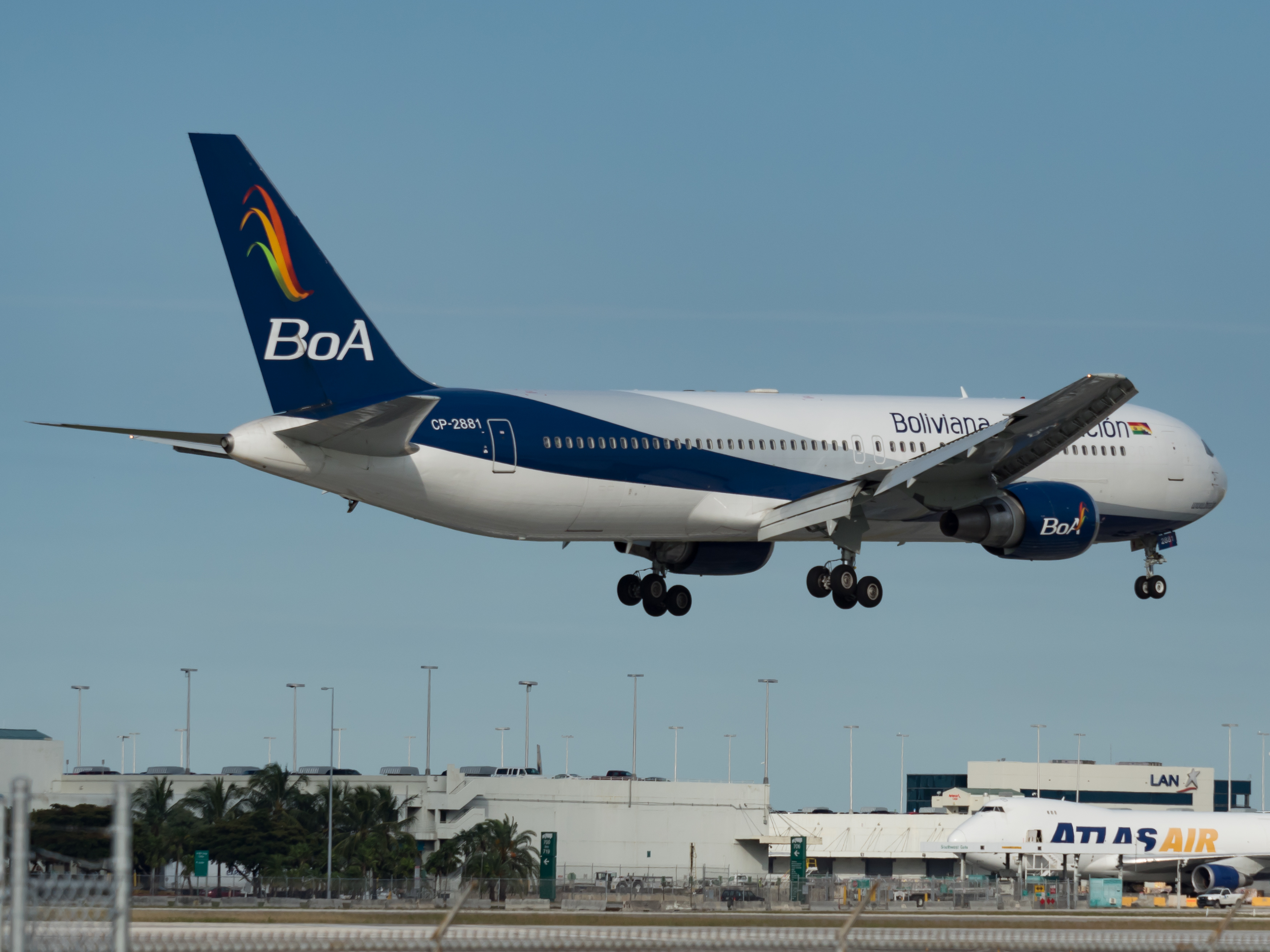
Un Boeing 767-300ER de Boliviana de Aviación aterrizando en MIA.

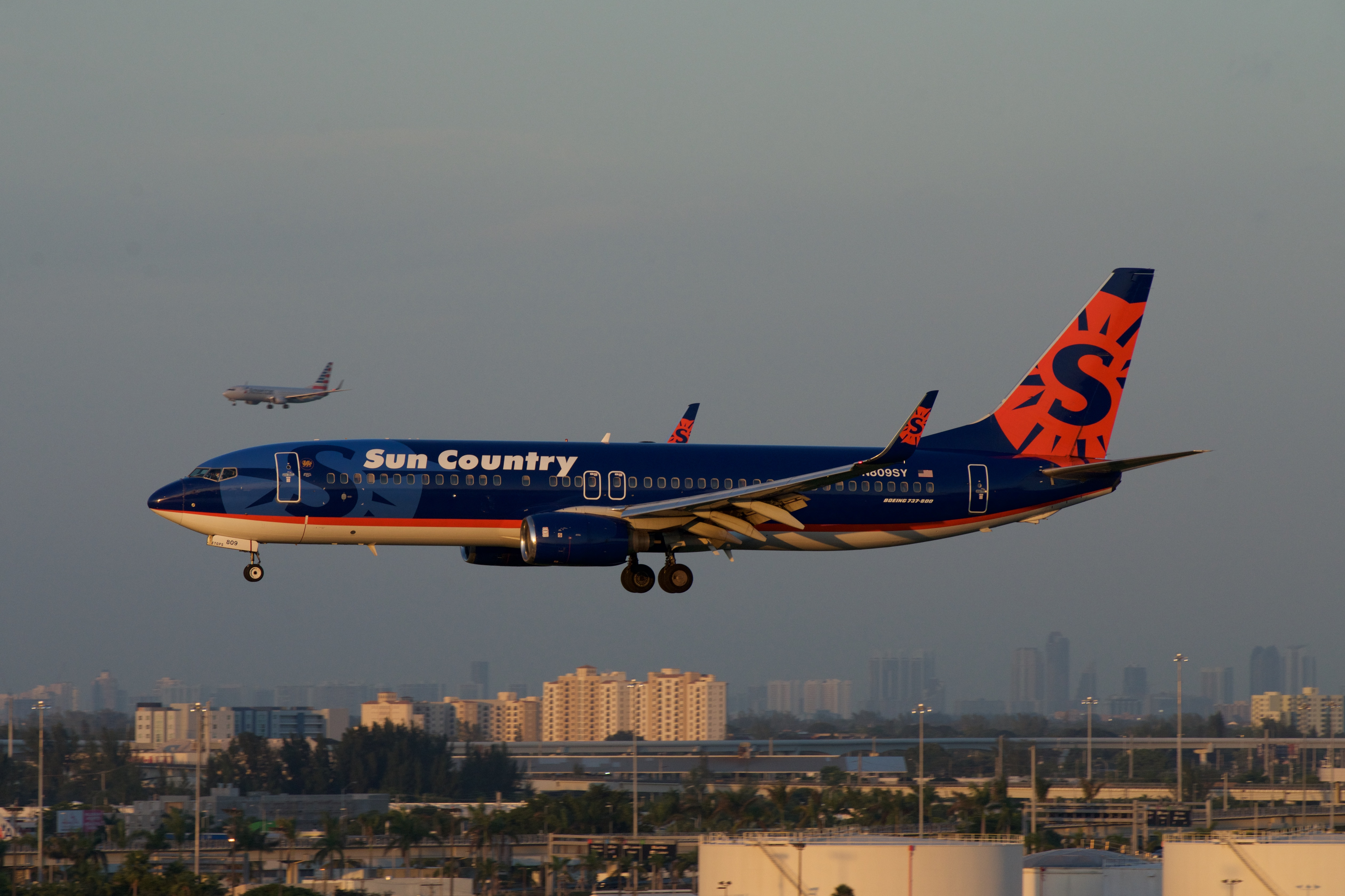
Boeing 737-800 de Sun Country N809SY

| Número | Ciudad                        | Pasajeros | Aerolínea                                                                                |
| ------ | ----------------------------- | --------- | ---------------------------------------------------------------------------------------- |
| 1      | Atlanta, Georgia              | 1,019,000 | American Airlines, American Eagle, Delta Air Lines, Frontier Airlines, Spirit Airlines   |
| 2      | Nueva York, Nueva York (LGA)  | 879,000   | American Airlines, Delta Air Lines, Delta Connection, Frontier Airlines, Spirit Airlines |
| 3      | Nueva York, Nueva York (JFK)  | 827,000   | American Airlines, Delta Air Lines, Delta Connection, JetBlue Airways                    |
| 4      | Dallas, Texas                 | 806,000   | American Airlines, Spirit Airlines                                                       |
| 5      | Chicago, Illinois             | 646,000   | American Airlines, Frontier Airlines, Spirit Airlines, United Airlines, United Express   |
| 6      | Newark, Nueva Jersey          | 623,000   | American Airlines, JetBlue Airways, Spirit Airlines, United Airlines, United Express     |
| 7      | Los Ángeles, California       | 607,000   | American Airlines, Delta Air Lines, JetBlue Airways                                      |
| 8      | Charlotte, Carolina del Norte | 581,000   | American Airlines, Spirit Airlines                                                       |
| 9      | Boston, Massachusetts         | 561,000   | American Airlines, American Eagle, Frontier Airlines, JetBlue Airways, Spirit Airlines   |
| 10     | Washington D. C.              | 546,000   | American Airlines, Delta Air Lines                                                       |

| Número | Ciudad                   | Pasajeros | Aerolínea                                                         |
| ------ | ------------------------ | --------- | ----------------------------------------------------------------- |
| 1      | Londres, Reino Unido     | 1,033,267 | American Airlines, British Airways, Virgin Atlantic Airways       |
| 2      | Bogotá, Colombia         | 1,000,685 | American Airlines, Avianca, Emirates, LATAM Chile, LATAM Colombia |
| 3      | Lima, Perú               | 878,700   | American Airlines, LATAM Perú, Sky Airline Perú                   |
| 4      | Ciudad de Panamá, Panamá | 826,891   | American Airlines, Copa Airlines                                  |
| 5      | São Paulo, Brasil        | 822,911   | American Airlines, LATAM Brasil                                   |
| 6      | Ciudad de México, México | 802,071   | Aeroméxico, American Airlines, Volaris                            |
| 7      | Madrid, España           | 788,562   | Air Europa, American Airlines, Iberia                             |
| 8      | La Habana, Cuba          | 735,991   | American Airlines, Delta Air Lines                                |
| 9      | Buenos Aires, Argentina  | 644,543   | Aerolíneas Argentinas, American Airlines                          |
| 10     | Medellín, Colombia       | 567,111   | American Airlines, Avianca, LATAM Colombia                        |

### Tráfico anual

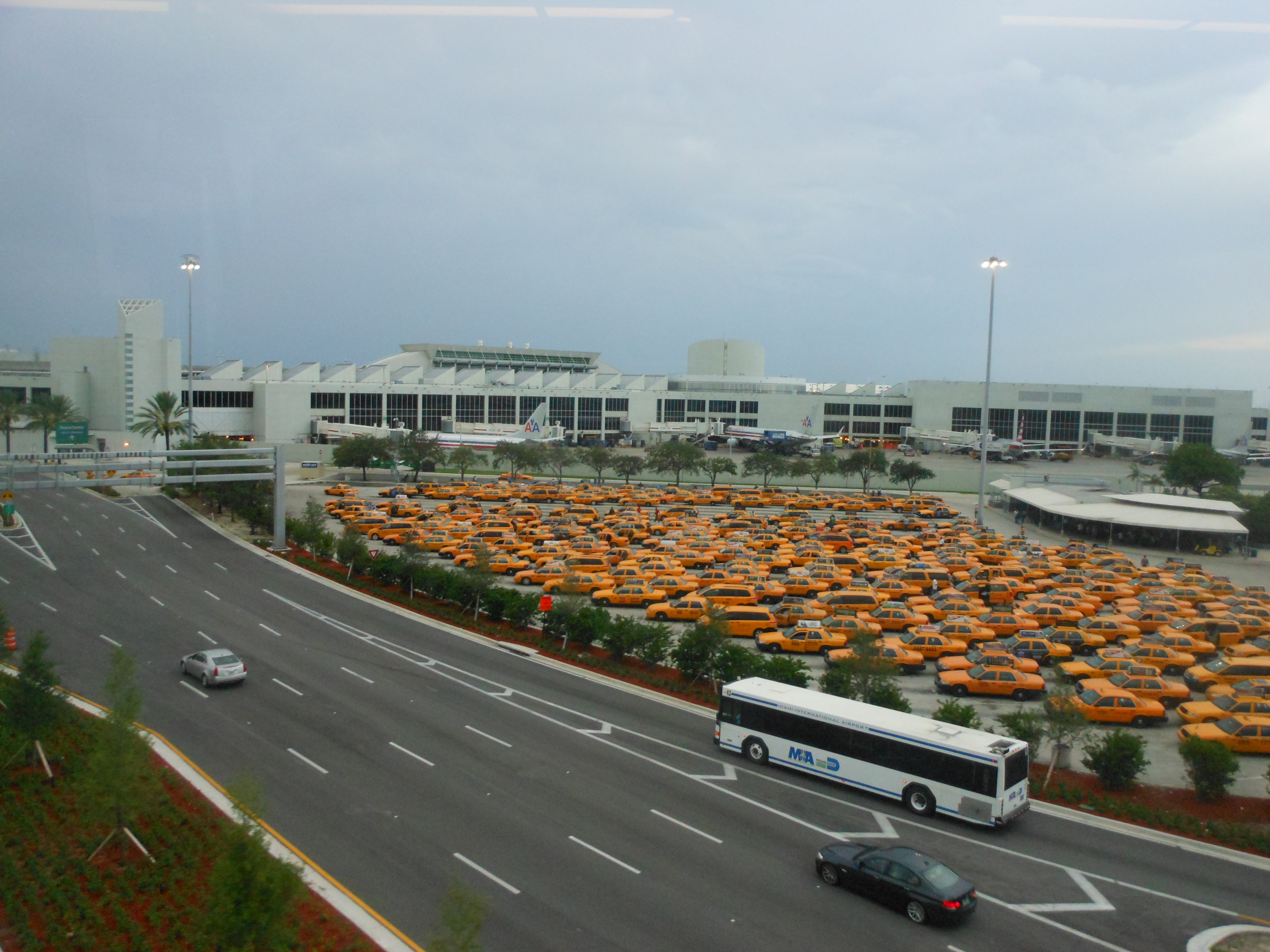
Taxis y autobuses de conexión del aeropuerto de Miami.

| Año  | Pasajeros  | Año  | Pasajeros  | Año  | Pasajeros  |
| ---- | ---------- | ---- | ---------- | ---- | ---------- |
| 2000 | 33,621,273 | 2010 | 35,698,025 | 2020 | 18,663,858 |
| 2001 | 31,668,450 | 2011 | 38,314,389 | 2021 | 37,302,456 |
| 2002 | 30,060,241 | 2012 | 39,467,444 | 2022 | 50,684,396 |
| 2003 | 29,595,618 | 2013 | 40,562,948 | 2023 | 52,340,934 |
| 2004 | 30,165,197 | 2014 | 40,941,879 | 2024 | 55,926,566 |
| 2005 | 31,008,453 | 2015 | 44,350,247 |      |            |
| 2006 | 32,553,974 | 2016 | 44,584,603 |      |            |
| 2007 | 33,740,416 | 2017 | 44,071,313 |      |            |
| 2008 | 34,063,531 | 2018 | 45,044,312 |      |            |
| 2009 | 33,886,025 | 2019 | 45,924,466 |      |            |

## Aeropuertos cercanos
Los aeropuertos más cercanos son:
- Aeropuerto Internacional de Fort Lauderdale-Hollywood (34km)
- Aeropuerto Internacional de Palm Beach (100km)
- Aeropuerto de South Bimini (101km)
- Aeropuerto Internacional Southwest Florida (168km)
- Aeropuerto Internacional de Grand Bahama (179 km)